# طيب تيزيني
الدكتور طيب تيزيني (10 أغسطس 1934- 18 مايو 2019) هو مفكر سوري من مواليد مدينة حمص، من أنصار الفكر القومي الماركسي، يعتمد على الجدلية التاريخية في مشروعه الفلسفي لإعادة قراءة الفكر العربي منذ ما قبل الإسلام حتى الآن توفي عن عمر يناهز الـ85 عاماً بعد صراع مع المرض في مدينته حمص.

## نشأته ودراسته
تلقى علومه في حمص ثم غادر إلى تركيا بعد أن أنهى دراسته الأولية ومنها إلى بريطانيا ثم إلى ألمانيا لينهي دراسته للفلسـفة فيها ويحصل على شهادة الدكتوراه في الفلسفة عام 1967 أولاً، والدكتوراه في العلوم الفلسفية ثانياً عام 1973، عمل في التدريس في جامعة دمشق وشغل وظيفة أستاذ في الفلسفة حتى وفاته.

## نشاطه السياسي
شارك الدكتور طيب تيزيني في العمل السياسي قبل سفره خارج سوريا للتعليم، يوجز هذه المشاركة في حوار له بجريدة الراية كما يلي:
«في الحقيقة هنالك بعض الجذور التي تشدني إلي السياسة فكراً وممارسة، فلقد أسهمت في بعض الأحزاب اليسارية التي نشأت في سوريا لفترة زمنية كنت بعدها أعود إلي العمل الفكري خصوصاً بصيغة الفكر السياسي، لذلك فالتجارب التي عشتها في أحزاب سياسية معينة كانت تقدم لي تجربة عميقة، سعيت وأسعى إلي التنظير لها في إطار الفكر السياسي العربي، وقد تعمق هذا الاتجاه لدي حين لاحظت ضرورة العودة إلي الفكر السياسي العربي في التاريخ العربي علي نحو العموم، فكتبت مثلاً بعض كتاباتي التي امتزجت باهتمام عميق بالسياسة وبالفكر السياسي» (حوار - الراية)

## مساره الفكري
حصل الدكتور طيب تيزيني على درجة الدكتوراه من ألمانيا عام 1967 في أطروحة معنونة «تمهيد في الفلسفة العربية الوسيطة» والتي نشرت بالألمانية عام 1972. ثم حصل على الدكتوراه في العلوم الفلسفية عام 1973. وقد تبلورت أطروحته باعتبارها نواة لمشروع فلسفي عند نشر كتابه الأول باللغة العربية وهو «مشروع رؤية جديدة للفكر العربي في العصر الوسيط» عام 1971 الذي طبع بعد ذلك خمس طبعات.
حول الدكتور تيزيني بعد ذلك أطروحته إلى مشروع متعدد المراحل مكون من 12 جزءا، في هذه المرحلة أنجز أعمالا منها «الفكر العربي في بواكيره وآفاقه الأولى» (1982)، و«من يهوه إلى الله» (1985)، و«مقدمات أولية في الإسلام المحمدي الباكر» (1994).
وقد أنجز الدكتور تيزيني ستة أجزاء من هذا المشروع قبل أن يتحول إلى التركيز على قضية النهضة. وتركزت المرحلة الثانية في فكر الدكتور تيزيني، والتي بدأت تقريبا عام 1997، على معالجة عوائق النهضة العربية سواء في فكر الذات أو تلك الناتجة عن الحضارة الغربية. وفي هذه المرحلة أنجز أعمالا منها «من الاستشراق الغربي إلى الاستغراب المغربي» (1996)، و«النص القرآني أمام إشكالية البنية والقراءة» (1997)، و«من ثلاثية الفساد إلى قضايا المجتمع المدني» (2001).
ويمكن القول بوجود سمتين هامتين أساسيتين للتحول الفكري في مسار الدكتور تيزيني، على الرغم من احتفاظه بالفكر الماركسي كمرجعية فلسفية. الأولى هي التخلي عن الطرح الماركسي التقليدي القائل بأن عملية التحول المجتمعي تقوم على صراع الطبقات، واستبدالها بالاعتماد على الطيف الواسع للمجتمع ككل. والثانية هي استبدال استبعاد الفكر الديني الإسلامي من عملية التحول المجتمعي، الذي هو جزء طبيعي من الفكر الماركسي، بأهمية فهم التجربة الدينية الإيمانية من الداخل وتأثيرها في إنجاز التحول المجتمعي.

## فلسفته
يرتكز الفكر الفلسفي للدكتور طيب تيزيني على فكرة أساسية يمكن القول بأنها تمثل الفكرة المركزية التي يدور حولها مشروعه الفكري جميعه. يحاول الدكتور تيزيني بصور متعددة أن يثبت أن الفكر العربي، ويشمل ذلك ما قبل ظهور الإسلام، هو جزء من تطور تاريخ الفكر الإنساني بالمعنى العام. وهذا يستتبع نتيجتين، الأولى هي أن هذا الفكر ينطبق عليه المنهج الجدلي المادي على الرغم من أنه، أي الفكر العربي، قد تطور وازدهر في ظل الحضارة الإسلامية. والثانية هي أنه لا يمكن قبول فكرة المركزية الأوروبية التي تنزع عن الفكر العربي (الإسلامي) أصالته الخاصة به وتجعله مجرد حامل للفكر اليوناني القديم.
تظهر مركزية هذه الفكرة بشكل واضح من تحقيبه التاريخي للفكر العربي على أنه فكر ينتمي إلى «العصر الوسيط»، حيث يقسم الفكر الإنساني إلى فكر قديم ووسيط وحديث. كما يظهر ذلك أيضا في تحليله للفكر العربي ابتداء من «بواكيره الأولى» قبل الإسلام اعتمادا على المعطيات الاجتماعية والاقتصادية والسياسية قبل الإسلام وبعده.
وبالتأسيس على ذلك يرى د. تيزيني أن هذا الموقف يحرر الفكر العربي المعاصر من سيطرة الفكر الغربي، حيث يمكن في هذه الحالة استئناف الفكر العربي كجزء من تطور الفكر الإنساني. كما يمثل ذلك الموقف، من جانب آخر، وسيلة للخروج من سيطرة الفكر التقليدي حيث يمكن إعادة قراءة الفكر العربي باعتباره جزءا من التاريخ الإنساني. وبالتالي ستمثل إعادة القراءة التاريخية هذه دافعا آخر نحو استئناف الفكر العربي كجزء من تطور الفكر الإنساني.

## مشروعه الفلسفي
يتركز المشروع الفلسفي للدكتور طيب تيزيني في إعادة قراءة الفكر العربي عبر تاريخه في إطار الظروف السياسية والاقتصادية والاجتماعية المحيطة به اعتمادا على المنهج المادي الجدلي. وترجع بداية هذا المشروع إلى أطروحته للدكتوراه التي حصل عليها من ألمانيا، والمعنونة «تمهيد في الفلسفة العربية الوسيطة». تحولت أطروحته بعد ذلك إلى مشروع فلسفي متعدد المراحل وذلك في عمله المعروف «مشروع رؤية جديدة للفكر العربي في العصر الوسيط». والتوصيف «رؤية جديدة» ناتج عن كون عمله هذا يعد أول محاولة في قراءة الفكر العربي انطلاقا من تاريخيته وعلاقاته المادية، وباعتباره جزءا من التاريخ الإنساني.
وقد أنجز الدكتور تيزيني ستة أجزاء من هذا المشروع قبل أن يتحول إلى التركيز على قضية النهضة. وتركزت المرحلة الثانية في فكر الدكتور تيزيني، والتي بدأت تقريبا عام 1997، على مواجهة ثلاث قضايا أساسية تمثل بالنسبة إليه عوائق أمام تحقيق النهضة. الأولى، هي الفكر البنيوي غير التاريخي الذي يصدر أحكاما غير تاريخية على العقل العربي ويدفع، من وجهة نظره، إلى التخلي عن فكر النهضة. والثانية، هي قضية قراءة وفهم الفكر الديني عموما، والنص القرآني خصوصا. حيث يرى أنه يمكن قراءة النص القرآني قراءة جدلية تاريخية وبالتالي الارتكاز عليه لطرح تصورات النهضة. وبذلك يتم حل إشكالية العلاقة بين فكر النهضة، المرتكز على العقل، وبين فكر الذات، المرتكز على النقل. أما القضية الثالثة، فهي قضية فساد الواقع المجتمعي سواء على المستوى السياسي أو الاجتماعي أو الثقافي، من ناحية، والتحديات الحضارية التي تفرضها الحضارة الغربية من ناحية أخرى.
ويمكن تقسيم الفكر الفلسفي للدكتور تيزيني، الذي يهدف إلى تحقيق هذه الفكرة المركزية، إلى تصورات نظرية وأخرى عملية. فعلى المستوى النظري، ينقسم فكره إلى تصوراته عن المنهج الفلسفي الذي يرتكز على المادية الجدلية، ثم تصورات أنطولوجية عن الطبيعة والوجود، ثم إلى التحليلات التاريخية للفكر العربي وللعلاقة بين هذا الفكر والدين الإسلامي. وعلى المستوى العملي ينقسم فكره الفلسفي إلى تصوراته عن كيفية معالجة النص القرآني وشروط فهمه باتساق مع المادية الجدلية، وإلى تصوراته عن الشروط المجتمعية لتحقيق النهضة، وإلى تصوراته عن العلاقة بين المجتمعات العربية والإمبريالية العالمية.

## منهجه
يستعرض تيزيني في الصفحات الأولى لكتابه "على طريق الوضوح المنهجي السمات الأساسية للمنهج الصحيح في معالجة الفكر العربي ويبرز فيه سمتين عامتين أساسيتين، الأولى هي الاعتراف بالتعددية على المستويين المنهجي والنظري، فليس هناك من يملك الحقيقة المطلقة. والثانية هي الضرورة الموضوعية للاعتماد على المنهج التاريخي الجدلي.
فيما يخص مفهومه للتعددية يذكر:
«وسوف نتبين في مساق هذه الكتابات ضرورة التحفظ المنهجي حيال مجموعة من الآراء والتوجهات والمشاريع الفكرية التي يقدمها أصحابها على البديل أو البدائل الجديدة عن الوضعية الفكرية العربية المهيمنة؛ هذا مع العلم أن إبراز مثل ذلك التحفظ يخضع، هو نفسه، لمقتضيات الحوار العلمي الديمقراطي. بل لعلنا نكاد نقول إننا، قبل إبراز ذلك التحفظ، مدعوون إلى الإقرار بضرورة الدفاع عن حرية الحوار العلمي الديمقراطي قولا وفعلا. ذلك لأن» الحقيقة«لا يمكن أن تنبثق على يد نظرية أو منهجية ما على نحو كلي ومطلق أولا، ولأن الوضعية الفكرية العربية، بالذات، ما زالت وستبقى لأمد غير قصير تحتمل حدا من منهجية» الخطأ والصواب«، دون الوقوع في مزالق نزعة تجريبوية زائفة معرفيا، من الأساس». (على طريق الوضوح المنهجي ص 6)
أما بالنسبة لأهمية وضرورة المنهج المادي الجدلي، في إطار التعددية الفكرية، فيوضحها كما يلي:
"إن من شأن هذا أن يقودنا إلى القول بأن المنهج المادي الجدلي الذي يخترق هذا الكتاب عمقا وسطحا هو ذاته موضع الحوار النقدي، مع الإشارة المبدئية إلى أن المنهج المذكور حتى لو جرد من معظم معطياته ومقوماته، فإنه يظل محتفظا بركيزته الكبرى الحاسمة، تلك هي كونه منهج التجاوز والتخطي الجدليين الماديين، وكونه المنهج الذي يخضع لهذا التخطي وذاك التجاوز.
إن الفكر العربي، بأنساقه المستنيرة، مدعو إلى خوض اختبار عميق ومركب ومعقد يتمثل باكتشاف الطريقة الحقيقية للمزاوجة بين الواقع العربي المشخص وأكثر المناهج المعاصرة نجاعة في بعديها المعرفي والأيديولوجي، وذلك بعيدا عن هوس الإنجاز المتسرع واللاهث وراء نتائج قطعية وتامة. ونحن نرى أن مثل هذا الطموح لا يستطيع – في كل الأحوال – أن يتجاوز اللحظة الجوهرية في منهج التجاوز والتخطي ذاك، المنهج المادي الجدلي التاريخي..." (على طريق الوضوح المنهجي ص 7)، وكذلك،
«إن المنهجية الجدلية المادية التاريخية، بعناصرها البنيوية والوظيفية، تمتلك – في رأينا – الاحتمالات الأكثر رحابة باتجاه اكتشاف الحقيقة في وحدتها الجدلية الإبستيمولوجية والإيديولوجية. ولكن التحقق من ذلك مرتهن بالفعل العلمي وبما يخترقه من أبعاد وسمات اجتماعية وسياسية وثقافية». (على طريق الوضوح المنهجي ص 254-255)
كما يوضح تيزيني الأهمية الجوهرية للمنهج التاريخي للفكر العربي، خصوصا في ظل ظهور النظريات اللاتاريخية مثل البنيوية والوظيفية، في مقدمة «مشروع رؤية جديدة للفكر العربي»، كما يلي:
"إن تشكيل وتطوير نظريات وفرضيات ومقولات ومفاهيم علمية لا يمكن أن يستجيب لمستلزمات الدقة العلمية انطلاقا من البناء المنطقي لهذه النظريات والفرضيات والمقولات والمفاهيم فقط. إن عملية التشكيل والتطوير تلك ينبغي، استجابة لذلك المبدأ العلمي، أن تردف وتعمق من خلال بحث تلك الركائز العلمية في تاريخيتها. بكلمة أخرى، أن المنطق ينبغي أن يرى ويمارس في تاريخه، والتاريخ في منطقه، وذلك بشكل عضوي وثيق. فاللحظة المنطقية الجدلية في مفهوم ما يمكن استنطاقها واستخراجها بشكل أدق وأكثر شمولية، حين تبحث في وحدتها العميقة مع تاريخها، أي مع تاريخ المفهوم نفسه.
إن الأهمية الكبيرة لهذه المسألة تظهر بشكل خاص في الوقت الراهن بالنسبة إلى قضايا جديدة في العلوم الطبيعية والتكنولوجية والاجتماعية. فليس من النادر أن نلقى آراء ونظريات تعالج بعض المفاهيم، مثل "البنية" أو "الشكل" أو "النظام" أو "التقدم"، وذلك انطلاقا من اعتبارات تتعلق بمستوى تطور هذه المفاهيم الراهن فقط، ولكن من خلال ذلك يهمل جانب أساسي هام من جوانب تلك المفاهيم. أن التاريخ والمنطق يكملان بعضها في وحدة جدلية، وهذا يعني أن أحدهما لا ينفي أو يستنفد الآخر. فبغض النظر عن الأولوية الوجودية (الأنطولوجية) للتاريخ، فإن كليهما جوهري من أجل وضع وتطوير مفاهيم علمية فلسفية ما. ولكن هذه المساواة في الجوهرية والأهمية لا تعني، بطبيعة الحال، إغماض العين تلقاء الحالة العيانية الخاصة التي يمكن أن تعرض لنا، بما فيها من تعقيدات وبما لها من جوانب جوهرية وأخرى ثانوية". (مشروع رؤية جديدة للفكر العربي في العصر الوسيط ص 6)
وفي هذا الإطار المنهجي التاريخي، وبخصوص علاقة الفكر العربي بالفكر اليوناني، يجب قراءة الفكر العربي الإسلامي باعتباره جزءا من تاريخ الفكر الإنساني له سماته الخاصة، وبالتالي لا يجب تصوره كامتداد للفكر اليوناني، كما يفعل الكثير من المفكرين، ويعبر عن ذلك كما يلي:
«ونحن حين نحاول هنا دراسة الفكر الفلسفي المادي لدى الفلاسفة العرب الإسلاميين في العصر الوسيط في علاقاته الوثيقة قليلا أو كثيرا بالفكر الفلسفي اليوناني، فإننا لا نعمل على إقحام ذلك الفكر العربي الإسلامي ضمن إطار تلك المنهجية إقحاما ولا على تطويعه لها بشكل تعسفي، ذلك أن مثل هذا الأمر لا يعدو أن يكون عملية هجينة غريبة عن العلم التاريخي والفلسفي. على عكس ذلك، نحن نطمح هنا إلى أن نبحث تاريخ الفكر ذاك من خلال منظار جديد يؤكد في الخط الأول على وحدة التاريخ الإنساني وعلى عملية النمو الذاتي لهذا التاريخ، وبالتالي على كون المنهجية العلمية المعاصرة قادرة على تمثل التاريخ ذاك واستيعابه بشكل أعمق وأكثر غنى ودقة مما فعلته المنهجيات السابقة التي تكونت ضمن هذا التاريخ». (مشروع رؤية جديدة للفكر العربي في العصر الوسيط ص7)
وبخصوص العلاقة المنهجية بين الفلسفة والدين، يقرر د.تيزيني بأنه لا يستبعد الدين وإنما يقرر «بالتمايز النسقي» بينهما وبأهمية احترام كل مجال منهما للآخر، يعبر عن ذلك في النص التالي من حواره مع الدكتور أبو يعرب المرزوقي،
وفي ناتج الموقف يبرز أمران، يتمثل أولهما في ضرورة الإقرار بالتمايز النسقي والتمايز المنهجي بين الفلسفة والدين، وبأن لكل منهما طريقا ينبغي احترامه من كليهما معا؛ في حين يفصح الثاني عن نفسه بصيغة محددة تقوم على ألا يتدخل الواحد منهما في آليات الآخر ومساره، والنتائج التي تنجم عن نشاطه البحثي أو التأملي. ومع هذا كله، تبقى المسألة مفتوحة عقليا في ضوء السؤالين التاليين المتحدرين من نظرية المعرفة، وهما: هل نعرف الآن كل شيء؟ ويجاب بالنفي، أولا، وهل هنالك عائق إبيستيمولوجي معرفي أولى يحول دون إمكانية أن نعرف كل شيء؟ ويجاب كذلك بالنفي.
إن الاحترام المتبادل والندية التنافسية والتسامح العميق في العلاقة بين الطرفين المذكورين، وكذلك بينهما وبين كل الأنساق النظرية والثقافية والإيديولوجية العامة ضمن الواقع العربي المعاصر، باحتمالاته وميوله النهضوية التقدمية، إن ذلك مجتمعا هو الطريق إلى إثمارها وإخصابها. (آفاق فلسفية عربية معاصرة ص 212).

## تصوراته عن الطبيعة والوجود
بالنظر إلى أن الدكتور تيزيني يهدف إلى وضع الفكر العربي في إطار تطور الفكر الإنساني، وبالنظر إلى أن هذا الفكر هو في الواقع فكر إسلامي يعبر عن ظهور الحضارة الإسلامية، بالنظر إلى ذلك تصبح إشكالية العلاقة بين الجانب «الإسلامي» والجانب «المادي» لهذا الفكر إشكالية مركزية. لذلك يبذل تيزيني جهدا تنظيريا كبيرا لإنشاء تصور جدلي للوجود يحتفظ بالوجود «الظاهري» لكلا الجانبين، ويعطي في نفس الوقت للتحليل المادي لهذا الفكر مشروعيته النظرية. لذلك يستهل تيزيني مشروعه الفكري باستعراض تصوره الجدلي لهذين الجانبين للفكر، ويظهر هنا الجانب «الإسلامي» في صورة التجريد «المثالي»،
إن تاريخ الفكر النظري له خاصيته الذاتية. هذه الخاصية تكمن في عملية تكون معقدة لاتجاهين فلسفيين، يكتسب كل منهما طابعا متعارضا مع الآخر وبشكل آخذ في العمق والوضوح. هذان الاتجاهان هما المادي والمثالي. أنهما لم يتكونا دفعة واحدة كشكلين من أشكال الفكر الفلسفي. فهما قد اجتازا تاريخا خاصا بهما، ولا يزالان يمارسان وجودهما ويتابعان بالتالي سيرهما التاريخي. وقد تم هذا، ويتم في عصرنا، ليس بمعنى أنهما يضعان لنفسيهما غايات بعيدة أو قريبة بشكل قبلي ميتافيزيقي "teleologic". إن الأخذ بهذا الرأي لا ينسجم إطلاقا مع الوقائع التاريخية العيانية، بل يقوم على مصادرة دينية تنطلق من عملية خلق إلهي للتاريخ وللعالم عموما.
من طرف آخر ينبغي إبراز واقع كون عملية التطور الفكري هذه، المميزة بتشكل اتجاهين أو ميلين فلسفيين رئيسيين، لم تأخذ مجراها بشكل محايد، أي دون نزاع. فالمادية والمثالية لم تتطورا بعيدا عن بعضهما أو إلى جانب بعضهما، بل من خلال بعضهما، وبشكل خاص، ضد بعضهما. لقد أكدتا نفسيهما وأرستا قواعدهما ليس من خلال تطور منسجم ناجز، بل إن النزاعية والعدائية هما ما يميز ذاك التطور. وفي الحقيقة، أن هذا، انطلاقا من جوهر القضية، ينسجم مع الميل الجوهري الذاتي لكلا الاتجاهين الفلسفيين الرئيسيين، هذا الميل الذي يمتلك القانونية التطورية الخاصة.
إن هذا يتم التأكيد عليه هنا بإلحاح، لأنه ذو أهمية مبدئية بارزة بالنسبة إلى القضايا المطروحة في هذا الكتاب.
وبالطبع فإننا، آخذين بعين الاعتبار هذه الرؤية المنهجية للمضمون الداخلي لتاريخ الفكر الإنساني النظري، سوف نفهم هذا التاريخ على أنه تاريخ لقطبين نشآ وتطورا على أساس معطيات الفعالية النظرية والعملية للإنسان الاجتماعي. ونحن إذ نقول «قطبين»، لا نعني أنهما الوحيدان اللذان يتمتعان بوجود نظري في الدماغ الإنساني، بل إلى جانبهما وحولهما تتواجد عناصر «جانبية». غير أن «قطبية» ذينك القطبين و«جانبية» العناصر تلك ليستا مطلقتين، بل هناك علاقة وثيقة متبادلة بينهما، لها طابع جدلي، وذلك بمعنى أن العناصر الجانبية لا تزال بعد على طريق نضجها الذاتي واكتسابها هوية واضحة متميزة، أي أنها لا تزال بعد في طريقها إلى أن تتحول إلى جزء لا يتجزأ من واحد من القطبين، بحيث يجري تمثلها منه ضمن فعالية ذاتية.
والمسألة هذه، مسألة العلاقة الوثيقة ذات الطابع الجدلي والقائمة بين القطبين والعناصر الجانبية، تتبدى من خلال كون القطبين نفسيهما نتاج تطور طويل وبطيء ومعقد للغاية للعناصر الجانبية. ولكن هذا لا يعني أنهما يفهمان فقط من زاوية كونهما نتاج ذاك التطور، ذلك لأن وجود العناصر الجانبية المتناقضة بشكل خفي وجود نسبي تماما وهذا يرتد إلى أنها تقوم على علاقة وجودية (أنطولوجية) عميقة مع القطبين المومئ إليهما، وإلى أنهما، من حيث مضمونها الميلي "tendentious" الجوهري، تخص الواحد أو الآخر من القطبين، كما هو الحال مثلا بالنسبة إلى اللاأدرية "Agnosticism"، بموقعها من المادية والمثالية. فهذه، أي اللاأدرية تبدو ظاهريا وكأنها تشكل قطاعا خاصا متميزا عن المادية وعن المثالية. إلا أنها، في حقيقة الأمر، ما هي إلا نمو طبيعي للفكر الفلسفي المثالي. وظهورها كشيء مجانب – جانبي – للمادية والمثالية اللتين تشكلان القطبين المتميزين، لا يخفي حقيقتها القائمة على علاقة داخلية مع المثالية. (مشروع رؤية جديدة للفكر العربي في العصر الوسيط ص 9-11)
ولكي يؤسس تيزيني للطابع الجدلي لهذه العلاقة بين الجانبين ويبرر الظهور المستقل لكليهما في الفكر العربي الإسلامي يطرح فكرة الأسطورة كنقطة بداية يندمج فيها الجانبان ثم تتطور إلى علاقة جدلية بينهما،
هنا يتوجب الكشف عن عنصرين أساسيين، أساسيين انطلاقا من العلاقة التاريخية الأولية الأصلية. أما العنصر الأول فإنه يقوم على الرابطة الأولية البدائية بين «المادية» و«المثالية»، هذه الرابطة التي تأخذ شكل وطابع الأسطورة "Myth". إن هذه الفرضية، كما سنرى في هذه الدراسة القصيرة حول الخطوات الأولى لنشوء الفكر المادي والفكر المثالي، سوف يكون تقبلها والأخذ بها في خطوطها الأساسية العامة أكثر معقولية واقترابا من الموقف العلمي من رفضها.
ففي البدء نجد رابطة أولية توحد نسبيا بين بذور الاتجاهين الفكريين المومئ إليهما فوق. بيد أنه من الضروري التأكيد على أن الحديث هنا يدور بالضبط حول البذور الأولى الجنينية للمادية وللمثالية، هذه البذور التي وجدت تعبيرها بشكل جوهري في الموقف العملي المباشر للإنسان تلقاء العالم المادي وتلقاء ذاته هو نفسه. غير أن هذا ينبغي أن يفهم بمعنى أنه لا يمكن التحدث هنا بعد عن تناقض متميز بين الميل المادي والآخر المثالي على الصعيد النظري في تلك المرحلة التاريخية البدائية. إلا أنه يمكن، بل يجب التحدث في هذا الإطار عن وجود حد أدنى من التفكير «النظري». ذلك لأن العامل الحاسم في عملية الانتقال أو الانفصال النهائية للكائن الإنساني عن العالم الحيواني قد كمن في نشاطية وفعالية هذا الكائن المكتسبة اجتماعيا، والتي تبلورت في صنع واستعمال أدوات عمل وفي خلق وسيلة مشتركة للتفاهم، أي بتكوين لغة...
ضمن هذا الإطار الضيق للوجود الضروري لحد أو قدر ما من الفعالية «التنظيرية» لدى الإنسان البدائي، تنسم العنصر المادي (الواقعي) والعنصر المثالي (اللاواقعي أو الماورائي) خيوط وجودهما الأولي وتحركا، ولكن، بعد، ليس في شكل تناقض متميز بوضوح ضمن ذلك الوعي...
أما العنصر الثاني فإنه يستبين من خلال ديالكتيك الرؤية لتلك العلاقة البدائية الآلية، وذلك على أساس من أن هذه العلاقة توجد في صيرورة وتحول دائمين، وأن ميل هذه الصيرورة وهذا التحول يقوم على عملية تشكل ونمو قانوني "regular" للعنصر المادي من الطرف الأول وعلى إقصاء العنصر المثالي من الطرف الآخر. ولقد وضعت الفعالية العملية للإنسان، أي العمل، الحجر الأساسي لنشوء الأسطورة، وفي نفس الوقت لانحلالها إلى العنصر المادي (الواقعي) والعنصر المثالي (اللاواقعي أو الماروائي). (مشروع رؤية جديدة للفكر العربي في العصر الوسيط ص 13- 15)
بعد تأسيس العلاقة الجدلية «الصراعية» بين المظهرين المثالي والمادي للفكر عموما ينطلق د. تيزيني في البناء على هذه العلاقة وصياغة الكيفية التي ستتم من خلالها القراءة الجدلية المادية للفكر العربي الإسلامي، من ناحية، وتبرير وجود «منعطف نوعي» للفكر العربي الإسلامي كجزء من تاريخ الفكر،
ونحن إذ أوردنا ما تقدم، فإننا لم نطمح بذلك إلى أن نشير إلى النوعيات الجديدة في الفلسفة الحديثة أو المعاصرة، بل إن المسألة تدور هنا حول اكتشاف وتعرية وعرض الجوانب الجديدة نوعيا في تطور الفكر الفلسفي لدى الفلاسفة الإسلاميين العرب، تقريبا من القرن الثامن حتى القرن الثاني عشر، وخصوصا فيما يتعلق بالميل المادي في أنظمتهم الفلسفية. ومن خلال إنجاز هذه المحاولة سوف نكتسب اليقين بأن الاستمرارية في التطور النظري الإنساني بمجموعه لا تنفي ولا تستنفد اللاستمرارية النوعية الخاصة، المتمثلة بواحدة من فترات ذلك التطور...على أن تينك اللحظتين أو المنحيين (أي الاستمرارية واللاستمرارية) في التطور النظري المعني يشكلان وحدة جدلية عميقة نسبية، لا يمكن بمعزل عنها فهم واستيعاب تاريخ الفلسفة في خطه العام وفي دقائقه وتفرداته فهما واستيعابا علميين عميقي...إن نتائج أبحاث في الحقول النظرية والتجريبية والاجتماعية السياسية والاقتصادية، وإن كانت حتى الآن قليلة، تقدم مادة كافية كبرهان واضح على وجود منعطفات نوعية في تاريخ الفكر النظري لدى الشعوب المختلفة، ومن ضمنها ولا شك، الشعوب العربية الإسلامية في العصر الوسيط. (مشروع رؤية جديدة للفكر العربي في العصر الوسيط ص 11-12).

## معارضة المركزية الأوروبية
يعتمد تيزيني على موقفه الذي يضع الفكر العربي كجزء من تطور الفكر الإنساني له سماته المميزة وخصوصيته الذاتية لتدعيم رفضه لفكرة المركزية الأوروبية، ويوضح ذلك كما يلي،
والآن، إذا أردنا أن نستوعب الخطوط الأساسية لتاريخ الإنسانية الفكري الثقافي، فإن دراسة وتقصي المكتسبات العربية-الإسلامية الوسيطة في هذا الحقل الفكري تشكل شيئا جوهريا. هذه الحقيقة التاريخية تتناقض على نحو واضح مع الآراء ووجهات النظر اللاعلمية حول تاريخ الفكر الإنساني.
في طليعة هذه الآراء تحتل نظرية «المركزية الأوروبية» مكانا مرموقا، أما ممثلو هذه النظرية فهم كثير ولكنهم جميعا يلتقون في نقطة مركزية: إنهم يفهمون التاريخ الإنساني الفكري (والحضاري عموما) على أنه تاريخ للفكر «الأوروبي» بدءا بالعهد اليوناني القديم، ومرورا بعصر النهضة والتنوير، ومنتهيا بالعصر الحديث والمعاصر. إن هذه الرؤية لمسيرة الفكر الإنساني التاريخية يمكن تحديدها بكونها 1-عنصرية رجعية، و2-لاعلمية مناهضة للنتائج التاريخية العيانية التي تحققت في هذا الحقل. (مشروع رؤية جديدة للفكر العربي في العصر الوسيط ص 405).

## موقفه من الفكر العربي الإسلامي القديم
من خلال هذه التصورات النظرية يكون الدكتور تيزيني قد أنشأ أساسا نظريا يمكنه من التعامل مع الفكر العربي الإسلامي. فالفكر العربي الإسلامي هو جزء من تاريخ الفكر الإنساني يقبل التعامل التاريخي معه. والجانب المثالي و«الديني» فيه يمكن وضعه في إطار جدلي مع الجانب المادي فيه. تأسيسا على هذه الأسس النظرية يطرح تيزني، بناء على تحليلاته الجدلية المستفيضة، موقفه التفصيلي من الفكر العربي الإسلامي القديم، ويظهر هذا الموقف بوضوح في عدد من المقتطفات التالية. في البداية يكشف عن أن الفكر العربي المعاصر لم يقدم أي معالجة علمية (تاريخية جدلية) للفكر العربي، كما يلي،
في الحقيقة، إن فشل الكثيرين من المستشرقين والباحثين العرب في استخراج وتطوير وتعميق وجهة نظر علمية موحدة حول العصر العربي- الإسلامي الفكري الوسيط لهو ذو دلالة عميقة. فهو يكمن في كونهم لم يدرسوا هذا العصر الفكري في علائقه الاجتماعية-الاقتصادية والسياسية. لقد انطلقوا، في آخر تحليل، من موضوعية استقلالية «الفكر» تلقاء «الواقع الاجتماعي المادي»، فعجزوا، على هذه الطريق، عن فهم استمرارية الفكر، أي خاصية الفكر في كل من فترات تطوره التاريخي. إن الفكر يتضمن في ذاته ليس فقط استقلالية نسبية تلقاء الواقع الاجتماعي المادي، وإنما أيضا ارتباطا أنطولوجيا (وجوديا) بهذا الواقع. وبذلك فهو يحتوي، في نفس الآن، استمرارية ولاستمرارية. فمن أجل بحث العصر الفكري المشار إليه، تتبين الأهمية القصوى لكشف الأطر التاريخية والاجتماعية-الاقتصادية، التي ترعرع وشب فيها العصر ذاك.
إننا نقول بكون هذه الأطر قد هيأت، بشكل غير مباشر ومتوسط، إمكانية نشوء وتطور الفكر العربي-الإسلامي الفذ، ولا نقول ضرورة ذلك. أما تحول هذه الإمكانية إلى ضرورة، فقد كان نتاج المنطق والبنية الداخليين الخاصين بالفكر الإنساني منذ الحضارات الكلاسيكية قبل العصر العربي-الإسلامي حتى هذا العصر الأخير. (مشروع رؤية جديدة للفكر العربي في العصر الوسيط ص 126)
بالإضافة إلى نقد تيزيني وجهات نظر المجددين الإسلاميين لعدم اعتمادهم على المنهج التاريخي ينقد أيضا المفكرين العلمانيين لنفس السبب وهو عدم الاعتماد على المنهج التاريخي والاعتماد فقط على المنطق المجرد المنقطع عن الواقع ورفض التراث العربي الإسلامي، ويرد ذلك إلى سوء قراءة تراثنا الفكري،
كان هنالك تيار فكري تجديدي قد أخذ منحى متميزا بشكل واضح عن منحى المجددين أولئك. إن هذا التيار، الذي يعتبر سلامه موسى من أبرز ممثليه، يقوم في أساسه على محاولة تجاوز شامل للتراث العربي-الإسلامي. إن تجاوزا من هذا النوع كان يتضمن رفضا للتراث هذا، من حيث هو كذلك، والبدء من جديد...في الحقيقة، نحن نستطيع تقصي هذا القصور في فهم قضية تراثنا فهما علميا تاريخيا دقيقا من قبل سلامه موسى والذين تأثروا به من خلال سببين: الأول هو أن تراثنا الفكري – والحضاري عموما – قدم إلينا بشكل مشوه ممسوخ، بحيث أبرزت منه الجوانب السلبية الغيبية والمناهضة للتقدم العلمي والاجتماعي إبرازا بدائيا مملا في طريقة تقديمه. أما السبب الثاني فقد كمن في كون أولئك لم يستوعبوا المنهج المادي التاريخي بشكل جدلي حي.
لقد وقعوا في التبسيطية. فهم فهموا الثورة الفكرية الثقافية والاجتماعية على أنها نفي كلي للتراث، بحيث ينبغي تكوين «بداية» جديدة كليا. إن مفهوم نفي النفي الجدلي فهم من قبلهم من حيث هو رفض دون تمثل ودون استعادة جدلية لذاك التراث.(مشروع رؤية جديدة للفكر العربي في العصر الوسيط ص 131-132)
ولتجنب هذا الخطأ يشدد على قراءة تراثنا الحضاري قراءة موضوعية إنسانية غير ميكانيكية، أي غير سطحية، ويعارض في هذا كافة التصورات الغربية ويشمل ذلك اشبنجلر وتوينبي،
لقد ترك لنا أسلافنا العظام إرثا حضاريا عملاقا. ولكن بالرغم من هذا فإننا سوف لن نكون علميين وصادقين مع تراثنا إذا انكفأنا راجعين إليه رجوعا ميكانيكا. إن الإنسانية الحديثة والمعاصرة قد اكتشفت حقائق وأبدعت مكتسبات ضخمة أيضا في مجال العلوم والتقنية والعلاقات الاجتماعية، فهل يحق لنا إنكار هذا انطلاقا من أخذنا بذلك «القمقم الأصل»؟ إن من ينكر ذلك، يستوي مع المتعصبين العرقيين من الأوربيين، المنكرين لمنجزاتنا في العصر الوسيط. فالحضارة الإنسانية تشكل وحدة جدلية عميقة لم يستطع طرحها توينبي أو شبنجلر وغيرهما من المؤرخين المثاليين بالمعنى الفلسفي. (مشروع رؤية جديدة للفكر العربي في العصر الوسيط ص 134)
بعد نقد التصورات السابقة سواء في الفكر العربي المعاصر، أو فكر المستشرقين، أو الفكر الغربي الحديث والمعاصر، يستهل تيزيني طرح وجهة نظره في شروط القراءة الصحيحة لهذا التراث. ويتمثل الشرط الأول في التأكيد على أهمية العامل الاقتصادي في قراءة التراث العربي، بدون اعتباره العامل الأوحد،
بدون الوقوع في مزالق «الاقتصادية الميكانيكية»، التي تمنح العامل الاقتصادي الدور الحاسم والوحيد في عملية النمو الاجتماعي الإنساني، نرى أنه من اللازب الإشارة إلى أهمية هذا العامل في العملية تلك، بمعنى أنه خطأ فاحش أن نبحث عن نمو «الفكر» في الفكر نفسه بمعزل عن الإمكانات التي خلقتها له الجوانب الاجتماعية – الاقتصادية والسياسية والتكنيكية. ولقد بحثنا هذه المسألة في السابق. إنما نود هنا، على ضوء ما سبق، التأكيد على أن المنهجية هذه هي القادرة فعلا على طرح قضية «التراث» العربي-الإسلامي بشكل يعيد لهذا التراث حقوقه وجوانبه المشرقة الإيجابية المسلوبة من قبل ممثلي الذهنية الإقطاعية-الغيبية في الحقل التاريخي، وكذلك من قبل الأطر الضيقة الهجينة لممثلي الجديد، المنطلقين من الذهنية البورجوازية – الإقطاعية المتخلفة والانتقائية. إن ذلك التأكيد يقوم على كون تلك المنهجية التاريخية توحد في أثنائها الأيديولوجيا بالعلم، فتتحول بذلك إلى منهجية علمية. (مشروع رؤية جديدة للفكر العربي في العصر الوسيط ص 136)
ويتمثل الشرط الثاني في اعتبار ظهور الإسلام في المجتمع العربي «حركة» اجتماعية تخضع لكافة الشروط العلمية لأي حركة اجتماعية. وهذا يستتبع بداهة دراسة الظروف الاجتماعية قبل ظهور الإسلام واستخلاص الظروف والدوافع الاقتصادية والاجتماعية والسياسية التي أدت إلى ظهور هذه «الحركة»،
حينما نصنف مرحلة بحثنا هذا إلى «ما قبل الإسلام» و«ما بعده»، فإننا لا نعني بـ«الإسلام» عقيدة دينية فقط، بل أيضا، وبشكل أساسي، حركة اجتماعية جلبت معها نتائج عميقة. وسوف لن نستطيع استيعاب المرحلة الثانية اللاحقة بمعزل عن المرحلة الأولى. وهذا يقتضي الإحاطة بالوضع الاجتماعي العربي – الجاهلي – إحاطة سريعة، ولكن واضحة. (مشروع رؤية جديدة للفكر العربي في العصر الوسيط ص 138-139)
ويحلل تيزيني الظروف الاجتماعية التي أدت إلى ظهور هذه «الحركة» ويعتمد في ذلك على كلاسيكيات الفكر الماركسي، من ذلك تحليلاته المعتمدة على جدلية السادة والعبيد، وأثر هذه الجدلية على التحولات الاقتصادية في هذا المجتمع،
وهنا نجد أنفسنا أمام نتيجة هامة حتى الحد الأقصى، تمس قضية العوامل العميقة الدفينة التي مهدت لنشوء الحركة الإسلامية بجانبها الاجتماعي الهام: على أساس تلك الرابطة الوثيقة والمشروط وجودها بشكل موضوعي بين العبيد (الرقيق) والعوام الأحرار ونصف الأحرار، تكونت وتبلورت الدوافع الاجتماعية البعيدة للحركة تلك. (مشروع رؤية جديدة للفكر العربي في العصر الوسيط ص 150)
كما يعتمد أيضا على التحليل الاقتصادي لهذا المجتمع وأثر ظهور الرأسمال الربوي في هذا المجتمع وتضاعف أعداد العبيد، فأصبح ظهور الإسلام مخرجا من هذا التحول الدرامي في المجتمع،
لقد تكونت وترعرعت الحركة الإسلامية في فترة زمنية بلغ فيها الرأسمال التجاري-الربوي درجات مرموقة، وتضاعف فيها بالتالي استغلال الأرقاء والعوام. وقد أصاب هذا الاستغلال أعضاء القبيلة الواحدة من قبل أغنيائها وأغنياء قبائل أخرى على حد سواء. فالعصر «الذهبي»، الذي سيطرت فيه قرابة الدم والعصبية والذي كان فيه الواحد من أجل الكل والكل من أجل الواحد ضمن القبيلة الواحدة، هذا العصر قد تلاشى بدون رجعة...من ذلك كله يمكن صياغة النتيجة الأساسية التالية: كمخرج عفوي وضروري لجمهور الأرقاء والعوام الحجازي المضطهد والمستثمر – وخصوصا في مكة والمدينة – وكتعبير عن الطموح الاجتماعي المشروع تاريخيا لخلق شعب موحد في الحقول الاجتماعية والاقتصادية والثقافية وبعيدا عن الحروب المبيدة بين القبائل العديدة، نشأت وتكونت الملامح الأولية الأساسية للحركة الإسلامية في القرن السابع. (مشروع رؤية جديدة للفكر العربي في العصر الوسيط ص 153)
وفي نهاية الأمر، حسب تحليلات تيزيني الاجتماعية والاقتصادية أصبحت القبائل العربية مهيأة لاستقبال الرسالة المحمدية. وهنا يظهر بوضوح الجدل «الظاهري» بين العوامل المادية (الاقتصادية والاجتماعية)، والعوامل المثالية (الدينية) في فكر تيزيني.
حسب روايات إسلامية وغير إسلامية، كان الوضع في مكة وفي مدن عربية أخرى قبل بدايات الحركة الإسلامية مهيأ لاستقبال «مخلص» جديد للناس من البؤس الاجتماعي والاقتتال القبلي و«الأوهام» الوثنية. فلدى مجموع القبائل العربية، التي دخلت حياتها المسيحية قليلا أو كثيرا، توقع المرء مثل هذا «المرسل». وفي هذا الحقل أضفى المرء على هذا التوقع شغافا أسطوريا متعدد الألوان والأشكال.
وكذلك من الوجهة التاريخية كان واردا أن يتكون ويتطور الأمل والطموح في مجيء مثل ذلك المحرر للقبائل المتشتتة المتصارعة. بل أكثر من ذلك، إذا وجد ذلك التوقع وذلك الطموح فعلا، فإنهما برهان واضح على توتر الوضع الاجتماعي-الاقتصادي والسياسي والفكري في مكة ومدن عربية أخرى في مطلع القرن السابع، هذا التوتر الذي أدى إلى تواجد العوامل الضرورية لنشوء وتبلور الحركة الإسلامية التي لعبت دورا كبيرا في تغيير وتحويل البني الاجتماعية والاقتصادية والقيمية للمجتمع العربي الجاهلي. (مشروع رؤية جديدة للفكر العربي في العصر الوسيط ص 154).

## الإسلام والتحليل الاجتماعي
يحرص تيزيني في تحليله الجدلي بين المثالي (الإسلام) والمادي (العلاقات المادية للمجتمع الإسلامي) على إبراز مشروعية كلا الجانبين وأثرهما في تطور الأحداث، وذلك بطبيعة الحال في إطار تحليله الأولي للكيفية الطبيعية التي نشأت بها هذه العلاقة الجدلية تاريخيا. فالجانب المادي يؤدي إلى نشوء الجانب المثالي، والجانب المثالي يؤدي إلى دفع الجانب المادي. ويحرص تيزيني في إطار هذه الجدلية على تجنب الوقوع في التفسيرات الغيبية أو الميتافيزيقية. فالتغيرات الاجتماعية، رغم هذه الجدلية، يمكن تفسيرها تماما من خلال العوامل المادية الجدلية وحدها. ونورد هنا أهم المواضع التي توضح جوهر تحليلاته الجدلية للعلاقة بين الإسلام كظاهرة اجتماعية ودينية وبين العوامل المجتمعية التي صاحبت ظهوره،
فالحركة الإسلامية قد قدمت مخرج من خلال فكرة «الانسلاخ عن العالم المادي» وحققت بذلك الحرية للعوام والرقيق، ولكن في نفس الوقت لا يجوز أن نرجع هذا التحول الكبير إلى عوامل خارقة للعادة،
إن الحركة الإسلامية قد عبرت في تلك الحقبة من وجودها عن البؤس المكثف لجماهير العوام الأحرار ونصف الأحرار والرقيق المكيين وغير المكيين على طريقتها الخاصة. إن هذه الطريقة الخاصة في التعبير، التي يحتل فيها الانسلاخ عن العالم المادي (الطبيعي والاجتماعي) مكانا رئيسيا، لا تعني أبدا نفي النتائج العملية المباشرة والإيجابية التي انعكست في حياة المعدمين، بل تعني نفي وجود ارتباط مباشر بينها وبين المعطيات الاجتماعية والسياسية والاقتصادية التي كانت وراء تكونها وتطورها. فهي – أي تلك الطريقة الخاصة في تمثل الأمور واستيعابها – ترجع التحول الكبير الذي حدث في بني المجتمع العربي الجاهلي إلى عوامل خارقة ومفارقة. فاللحظة التاريخية تفقد هنا كيانها من خلال ذلك التصور اللاتاريخي.
وإنه من الخطورة الجدية أن لا يستطيع الباحث تقصي وكشف تلك اللحظة التاريخية، حيث يقع في متاهات المثالية الفلسفية الموضوعية، أو في متاهات التصورات الغيبية. ولكن في حال انفلات الخط الأساسي للمسار التاريخي الحقيقي من يد الباحث في تاريخ الأديان والحضارات أو تعقد هذا الأمر بالنسبة إليه، يمكن ضبط هذا الخط، بشكل مباشر ومتوسط، من خلال النتائج العملية التي اتكأت عليها تلك الأديان والحضارات.
والحركة الإسلامية، كأية حركة دينية أخرى، تضمنت - بالطبع ضمن أطر خاصة ونوعية – ذلك التقاطب بين كونها مرتبطة بنتائج عميقة في المجال الاجتماعي العملي وكونها تلحق المجتمع والطبيعة والإنسان بمحرك أو بمحركات مفارقة وخارقة. وهذا التقاطب كان شيئا طبيعيا، كما كان في حينه، أيضا، نشوء الفلسفة المثالية الموضوعية (القائلة بوجود وعي أو عقل لا إنساني يوحد ويحرك العالم المادي) على يد أفلاطون شيئا طبيعيا، نتيجة لتقسيم العمل الإنساني إلى جانب فكري وأخر يدوي في المجتمع الحضاري – الطبقي. فالإنسان في هذا المجتمع يحقق أشياء ومكتسبات هامة جدا على المستوى الاجتماعي-العملي. ولكنه – ضمن الأطر النظرية للمثالية الفلسفية الموضوعية وضمن التصور اللاهوتي الغيبي – يجتزئ هذه الأشياء، التي حققها، من إطارها الاجتماعي الحي، ويلحقها بفعل مفارق خارق.
لا شك أنه من الضروري التمسك بـ«تاريخية» البني الاجتماعية والفكرية والدينية، أي التأكيد على أن هذه البني وجدت نتيجة تطور تاريخي سابق وطويل كثيرا أو قليلا، ولكن من الضروري أيضا الإلحاح على أن «التصورات» الدينية تتضمن شرطيا محاولة الانسلاخ من التاريخي العياني المشخص، بحيث تنشأ، عبر ذلك، هوة بين ما يعتقد المرء وبين ما يفعله. فما يمكن أن يكون، في هذا الإطار، إيجابيا، يكمن – بشكل جوهري – في الممارسة العملية التي يحققها المرء الآخذ بتلك التصورات. أما هذه التصورات نفسها، فإنها طريق معبد لانسلاخ الإنسان عن اللحظة التاريخية العيانية التي يعيشها. (مشروع رؤية جديدة للفكر العربي في العصر الوسيط ص 155-156)
وتطبيقا لجدلية المثالي والمادي يحلل تيزيني طبيعة الفكر «المثالي» الإسلامي ويوضح جوانبه الإيجابية التي أدت إلى تحقيق هذا التحول الكبير في المجتمع الجاهلي. ويرصد بشكل أساسي سمات التقدمية والدنيوية التي تميز بها الإسلام، ويحلل هذا السمات مقارنة بالمسيحية واليهودية،
مع نشوء الإسلام وتبلور آفاقه نجد بدايات حياة فكرية قد أخذت في التكون. و«الجدة» الحقيقية التي جسدها الإسلام نفسه كمنت في تقدميته التاريخية. إن هذه التقدمية التاريخية كانت قد برزت في تعارض واضح مع المسيحية واليهودية. ونحن هنا نرى أن ذلك يكمن في «دنيويته». هذا يظهر بنا بشكل متميز عبر مقارنة مع المسيحية الأرثوذكسية.
إذا كانت العلاقة بين الإنسان والإله في إطار فكرة التثليث لدى الأشكال الأساسية السائدة آنذاك في الكنيسة المسيحية، وهي اليعقوبية والملكانية والنسطورية، قائمة على ارتباط وجودي «أنطولوجي» معين ما بين الإله والإنسان، والإنسان والإله، فإنها تكتسب الصيغة التالية: الأب والابن والروح القدس. على أساس هذه العلاقة نرى أن ليس هنالك من هوة لا تعبر بين الإنسان والإله. فالإنسان (أي المسيح) هو على نحو ما جزء من الإله، أو شيء مشابه له حسب الزمان والذات.
أما الأمر في الإسلام فإنه يختلف في نقاط معينة. ففيه تكمن هوة لا تتجاوز بين الإله والإنسان. فالإله هنا خلق الإنسان ليس من ذاته (أي من ذات الإله) وليس من مادة ما، وإنما من عدم سلبي مطلق. فالقرآن يؤكد: «إن مثل عيسى عند الله كمثل آدم خلقه من تراب ثم قال له كن فيكون»(سورة آل عمران الآية:31).
ولقد توجب، انطلاقا من واقع الهوة تلك، على الفلاسفة والمتصوفين في إطار الدولة العربية الإسلامية الوسيطة أن يكافحوا من أجل أنسنة العلاقة بين الإله والإنسان بغاية إبراز الإنسان كعنصر فعال ليس فقط في العالم المادي، وإنما أيضا في العالم الآخر، الإلهي. ولهذا السبب بالضبط كانت فلسفة «وحدة الوجود» و«نظرية الفيض» قد احتلتا مكانا بارزا في الحياة الفكرية للدولة تلك.
إن الارتفاع إلى الإله من قبل الإنسان قد حل ضمن المسيحية حسب كل من الآراء التي طرحت لدى الفرق المسيحية المختلفة. أما في الصوفية الإسلامية – العربية فقد برزت مسألة الارتفاع ذاك في محور ومركز المشكلة، وكذلك أيضا إلى حد ما في الفلسفة آنذاك.
إن هذا الموقف الفكري النظري للمسيحية والإسلام انتصب بشكل معارض للممارسة لدي الإنسان المسيحي والإنسان المسلم. ففي الممارسة المسيحية تبرز سلبية العلاقة بين الإله السلبي والإنسان المعذب، أو سلبية الإله والإنسان في آن واحد. إنها غربة تجاه العالم المادي الواقعي. ولكن من الملاحظ أن التأكيد على «الفرد» في المسيحية وإبرازه إنما هو شكلي. ففي الحقيقة، ليس ذلك الإبراز لدور الفكر أكثر من موقف ذاتي تأملي يسهم في عملية اغتراب هذا الفكر تلقاء واقعه الموضوعي الحقيقي. إنها ذاتية سلبية تكمن مهمتها في «تخليص» الإنسان الفرد من «هذا» العالم التعيس الملعون، أي إخضاعه وتبييئه مع هذا العالم. لقد كان هذا ولا يزال جانبا جوهريا من جانب التصور المسيحي حول علاقة الإنسان بالإله.
بيد أننا نلاحظ المسألة مختلفة لدى الإسلام. فالفرد هنا يرى نفسه أمام مهمات كثيرة وعميقة تجاه نفسه هو. و«خلاصه» يتعلق به نفسه إلى حد متميز. إن الخطيئة الأصلية، التي يمكن إزالتها أو التخفيف من تأثيرها ضمن المسيحية من خلال تضحية شخصية، ولكن سلبية، إن هذه الخطيئة تضع أمام الإنسان المسلم وجائب ومهمات دنيوية وملموسة من أجل تجاوزها. وهكذا فليس «العذاب» السلبي هو طريق إلى الخلاص، كما هو الحال في المسيحية، وإنما «الكفاحية» الدنيوية المغلفة بأغلفة دينية هي محتوى الخلاص في الإسلام.
إن «الخلاص» يكتسب ضمن الإسلام مضمونا آخر، حيث أنه (أي الإسلام) يؤكد على الإنسان المشخص الاعتيادي. ومن الأمور التي تحتاج إلى التقصي والبحث الدقيقين كون «الإسلام»، الذي نشأ في القرن السابع ضمن ظروف حرجة اجتماعيا واقتصاديا وثقافيا، قد جسد مرحلة جديدة هامة من مراحل عملية تجاوز الأطر الماورائية الموغلة في انغلاقها الماورائي. ففيه لم يتكون جهاز كهنوتي مستقل عن البنية الاجتماعية السائدة فالشيخ أو الإمام أو الفقيه لم يكن وظيفة دينية من حيث هو كذلك (في وقت لاحق تكونت هذه الوظيفة)، بل كان يمارس في نفس الوقت مهنة ما، كأن يكون لحاما أو فلاحا أو طباعا، تاجرا..الخ.
لا شك أن هذا «التوزع» الاجتماعي الطبقي في بنية «المؤمنين» المسلمين قد لعب دورا خطيرا في التطور الفكري آنذاك، ولاحقا ضمن المجتمع العربي- الإسلامي. إن التوزع الاجتماعي الطبقي ذاك كان الخلفية «الاجتماعية» للتوزع الفكري والديني ضمن المسلمين. والجدير بالاهتمام العميق أن نشوء الفرق والتيارات والاتجاهات الدينية والفكرية انطلاقا من الإسلام كان قد رافقه عملية تأويل عميقة الجذور من قبل المسلمين المتميزين اجتماعيا وطبقيا وفكريا وثقافيا.
إلى جانب ذلك العنصر الثوري المحرك، طوال وجود الدولة تلك، يمكن أن نذكر أيضا تنكر الإسلام لفكرة «الوسيط» كجانب محرك آخر منه في اتجاه تعميق آفاقه الدنيوية. بمناسبة موت «الرسول» في 8 حزيران عام 632 وقف الخليفة الأول ابوبكر الصديق يخطب في الناس: «من يعبد محمدا، فإن محمدا قد مات، ومن يعبد الله، فإن الله حي لا يموت». إن محمدا لم يتمتع بتلك المواصفات التي أطلقت على المسيح. إن المسيح هذا، «ماسح العذاب من على الأرض»، يموت من أجل خلاص الآخرين. فالخلاص المسيحي متجسد في فعل التضحية الذي حققه المسيح.
ومن الخطأ البين وضع مفهوم «الشفاعة» المحمدية مع مفهوم «الخلاص» المسيحي في إطار واحد. إن «الشفاعة» المحمدية لا تتآخى مع فكرة «الوسيط المخلص»، الذي يحمل على كتفيه أثقال الإنسانية بمجموعها، فلكل «نفس ما كسبت». فالإنسان يقف أمام أو تحت الإله وحيدا، دون وسيط، وبمعنى آخر، دون مؤسسة كنسية. أما الإله فهو، على العكس من ذلك، في كل الوجود، أيضا في داخل الإنسان. وهذا يتضمن في ذاته نتيجة، هي أن الإنسان المسلم ليس بحاجة «للاتحاد» بالإله لكي يحقق مطامحه ومثله العليا. إن مطامحه ومثله هذه يمكنه تحقيقها في عالمه الإنساني الحقيقي.
إن الإله الإسلامي يستطيع الوصول إلى أي فرد. والعكس ليس كذلك. أي أن الإنسان غير قادر للوصول إلى الإله أو الاتحاد به. بالطبع هو يستطيع «الوصول» إلى الإله بالمعنى المجازي، بمعنى أنه (أي الإنسان) ينفذ «أوامر» الإله المنصوص عليها في «كتابه». وبذلك فهو قريب منه، محبب إليه.
بيد أنه ضروري أن نشير إلى أن تلك العلاقة بين الإله والإنسان المسلم لا يمكن أن تؤدي إطلاقا إلى اقتراب الإنسان منه اقترابا وجوديا «أنطولوجيا». إن تصوري «المفارقة» و«العلوية» يتمتع بهما الإله من حيث «الذات»، في الحال الذي يظل فيه ضمن العالم الإنساني من حيث الفعل والتأثير وانطلاقا من مقتضيات «العناية الإلهية». ولكن بالرغم من هذا فإن العلاقة تلك – منظورا إليها انطلاقا من الإله إلى الإنسان – كانت تشكل ملامح أولية غير صريحة وغير مباشرة لتصور كوني قائم على «وحدة وجود» مثالية. أو ربما يكون أدق إذا رأينا في جانب العلاقة تلك (إله- إنسان) عاملا غير مباشر من عوامل نشوء وتطور نظرية عربية – إسلامية في وحدة الوجود.
والتصور الإسلامي الأولي هذا حول وحدة الوجود أحادي الجانب. فهو ينفي، كما رأينا، كل علاقة متبادلة نشيطة بين الإله والإنسان. ذلك لأن هذا الأخير (الإنسان) يعتبر، ضمن هذه الرؤية للمسألة، نتاجا سلبيا للإله. بل إنه يشكل «الهيولي» السلبية، التي تحدث عنها أرسطو. وهو بالتالي لا يملك سوى حاضره المفرد المتعين. وفي الوقت الذي تشغل فيه الهيولى لدى أرسطو مكانا أبرز تاريخيا من الإنسان الإسلامي (ذلك لأنها خالدة في الزمان، بينما يخلق الإنسان ذلك من عدم محض)، فإنه (أي أرسطو) يحد من نطاق فعالية الإله، بحيث يجعل منه في الخط الأول محركا أول. إن هذا الإله الأرسطي خالد، ولا نهائي. لكنه لا يتدخل في جزئيات العالم. وهذا يعني أن أرسطو أسقط صفة وقدرة «العناية الإلهية» عن الإله. على العكس من ذلك، تكون «العناية الإلهية» جزءا جوهريا من مفهوم الإله الإسلامي.
والحقيقة، أن تصور الإله المطلق، المحيط بالعالم والمسير له كله نشأ كتعبير عن رفض الإله المسيحي المؤنسن والإله اليهودي المحدود الأفق والفاعلية في العالم. وهي (أي تلك الفكرة) حيث تكونت، فإنها كانت بذلك تعبيرا عن النشاطية العملية غير المباشرة للمكيين، الناحية منحى توحيديا في الحقول الاجتماعية والثقافية والاقتصادية. (مشروع رؤية جديدة للفكر العربي في العصر الوسيط ص 204 – 208)
ويطرح تيزيني موقفه في الجدل بين المثالي والمادي بشكل أكثر صراحة فيما يخص الموقف من القرآن. حيث يرى أنه يمكن النظر إلى القرآن كوثيقة روحية دينية «مثالية» وكذلك كوثيقة تحمل تراثا حقوقيا وأخلاقيا واجتماعيا «ماديا». ويرى أن استيعاب تأثير الجانب المثالي يجب أن يتم من خلال قوانين الجانب المادي،
وحين يرى بعض المؤرخين الإسلاميين كتاب القرآن ليس فقط كوثيقة دينية، بل كذلك كتراث حقوقي وأخلاقي واقتصادي واجتماعي، فإن هذا صحيح إذا أخذنا بعين الاعتبار الجانبين، الروحي والعملي في الإسلام. ولا شك أن الجانب «الروحي» قد أثر آنذاك بشكل إيجابي. أما استيعاب هذا التأثير فيكمن في تفهم الوضع الاجتماعي الحضاري في تلك الحقبة التاريخية. إن فكرة أو تصورا ما من التصورات تكتسب دلالات اجتماعية ونظرية مختلفة باختلاف الحالات التاريخية المتعاقبة. هذا يعني أن المشكلة تتحدد من خلال «المشروعية التاريخية» و«الحقيقة المعرفية». وقد تعرضنا لهذه المسألة في موضع آخر من فصول هذا الكتاب. هاهنا يجدر بنا التأكيد فقط على أن الفكر المثالي والفكر المادي، والعلم والدين، ظاهرات مشروعة تاريخيا، وإن لم تكن جميعها صحيحة من وجهة نظر علمية معرفية دقيقة. (مشروع رؤية جديدة للفكر العربي في العصر الوسيط ص 211)
في إطار هذا التصور للعلاقة بين المثالي والمادي أو بين الدين الإسلام والعلاقات المجتمعية يطرح تصوره لمفهوم العلمانية كما يلي،
دعاة العلمانية العرب نظروا إلى المسألة من موقع التمييز بين جانبين في الدين المهيمن وفي كل دين له تأثير ما في المجتمع الذي نشأ فيه. ذينك الجانبان هما العقيدة والحضارة؛ أو الوظيفة العقيدية والوظيفة الحضارية. فإذا صح أن الوظيفة الحضارية للدين يمكن أن تكون أمرا مشتركا بين مجموعة من الناس المنتمين إلى أديان مختلفة، فإن الوظيفة العقيدية تتصل بالموقف أو بالعلاقة بين المؤمن والإله الذي يؤمن به. وبذلك، يمكن أن تبرز الوظيفة الحضارية للدين المهيمن في المجتمع العربي دون أن تكون مقترنة بهذا الدين كموقف عقيدي. وهذا ما عبر عنه بالضبط بالشعار، الذي أتينا عليه آنفا، وهو (الدين لله والوطن للجميع). فالدين، هنا، يتحول إلى وجه مدني من الوطن المدني والدولة الوطنية. وكذلك فإن التعامل معه، هنا، يغدو خاضعا لقوانين التطور والتقدم في الحياة البشرية. إذ أن الأمر يتصل في هذه الحال، بمجموعة من التشريعات القانونية والاقتصادية والسياسية الخ... التي من شأنها أن تخضع لتلك القوانين. أما الموقف العقيدي، أو «الموقف من الله» على حد تعبير الشعار، فقد اعتبر شخصيا بقدر ما اعتبر محترما ومصونا. (على طريق الوضوح المنهجي - العلمانية في الفكر العربي، ص 52-53).

## التحول الفكري
بالنسبة للدكتور تيزيني كان هذا التحليل المادي للتراث الإسلامي جديدا بشكل يمثل «ثورة على النظرة التقليدية للتراث». ولكن في منتصف التسعينيات من القرن الماضي، تقريبا، وبتأثير التحولات العالمية التي حدثت سواء في الساحة العالمية، تفكك الاتحاد السوفييتي، أو في الساحة المحلية، تراجع المشروع الثوري القومي، حدث تحول جذري في المشروع الفكري للدكتور تيزيني.
يشرح تيزيني طبيعة هذه التحولات في حوار منشور بجريدة الحياة كما يلي، 
وجواباً عن السؤال، سأقول بعض الصيغ التي أراها أولية واحتمالية. وأبدأ من ملاحظة تتعلق بعنوان أول كتاب لي، في المشروع الذي تتحدث عنه. كان العنوان «من التراث إلى الثورة»، وهو صدر في 1976. والذي أراه اليوم إن أحداث العالم العربي وتطوراته تضطرني وبإلحاح إلى أن أبدأ النظر إلى الكتاب وعنوانه تخصيصاً. تساءلت: هل ما زال هذا العنوان صالحاً بعدما تفككت أفكار كثيرة وتفكك الاتحاد السوفيتي، والأفكار التي كانت مهيمنة في ذلك الحين على فكر تقدمي مهيمن في الساحة العربية؟ بعد رصد ما حدث والتطورات المتلاحقة وضعت يدي على مسألة أظن الآن أنها كانت، بالنسبة إليّ، مدخلاً لاكتشاف ما عليّ أن أنجزه مجدداً: فكلمة «الثورة» الواردة في العنوان لم تعد ذات وجود، بصرف النظر عن التسويغات التي يمكن أن تقدم. لغة العصر لم تعد تتسع لهذه الكلمة. ومن هنا رحت أفكر في كتابي، من ثم انطلقت من الواقع إلى الكتاب ثم من الكتاب إلى الواقع... وفهمت أن مشروع الثورة ذاته بات يعيش اختناقاً قاتلاً. من هنا، ومن خلال قراءاتي الدءوبة في الفكرين العربي والأوروبي، أدركت ما يخيّل إليّ انه البديل المناسب لمفهوم الثورة ومشروعها، وهو مفهوم النهضة ومشروعها...
ما أن توصلتُ إلى هذه الفكرة حتى تعاظمت في حياتي الفكرية والسياسية لأدرك أن أهم عنصر من عناصر مشروع الثورة والنهضة (وأعني هنا الثورة الحقيقية) إنما يتمثل في فهم كينونة الحامل الاجتماعي لأية ثورة أو نهضة. وهكذا فكرت ملياً في الأمر حتى توصلت إلى أن الحامل الاجتماعي لأي تحرك في المجتمع العربي هو المجتمع ذاته... المجتمع كله. بدلاً منه، كنا في الماضي نعتبر الحامل الاجتماعي حاملاً طبقياً ونتحدث عن الصراع الطبقي والإشكالية الطبقية، هذا ليس وارداً الآن. حامل المشروع الجديد، النهضوي، لا يمكن الآن إلا أن يكون تحالفاً طبقياً أو سياسياً يضم كل فئات المجتمع. العالم اختلف كثيراً، منذ تفكك الاتحاد السوفيتي وبروز عالم جديد تقوده الولايات المتحدة وحدها. وتبين لي من موقع علم الاجتماع السياسي أن الحامل الحقيقي الاجتماعي لمشروع نهضوي ما يتمثل في الأمة كلها من أقصاها إلى أقصاها. وبتحديد أيديولوجي أكثر، وجدت أن الحامل الاجتماعي لأي مشروع مستقبلي يتمثل في مروحة تنطلق من أقصى اليمين القومي الديمقراطي إلى أقصى اليسار الوطني. أخذت ألاحق هذه المسألة السوسيولوجية الثقافية والسياسية ليتبين لي أن حديثنا عن «المشروع الثوري»، ليس مضللاً فقط، بل هو خطير أيضا، وهكذا انتقلت إلى الموقف الجديد، وفكرت في أن أعيد النظر في مشروعي النظري القديم... وأصيغه حتى في عنوان جديد، معيداً بناء ما يتعين عليَّ بناءه... ثم تركته جانباً، لأصيغ بدلاً منه مشروعاً آخر تماماً، عنوانه «من التراث إلى النهضة». (حوار جريدة الحياة)
وقد صاحب هذا التحول من الثورة إلى النهضة ومن الحامل الاجتماعي الطبقي إلى الحامل المجتمعي الشامل للمشروع، تحول مساوق في العلاقة بين الدين عموما والنص القرآني خصوصا. فبدلا من الاعتماد التام على التفسير المادي أصبح من اللازم الدخول إلى جوهر «الإيمان» الديني لأن الحامل الأساسي لمشروع النهضة هو مجموع المؤمنين بالدين الإسلامي، يوضح ذلك كما يلي،
أتحدث هنا عن تجربتي الخاصة. اكتشفت أن المسألة الدينية أهمِلت إهمالاً مرعباً من جانب النخب الثقافية، ماركسية أو قومية أو حتى ليبرالية. واكتشفت أن الخطورة تكمن في حقيقة أن النص الديني يقرأ بطرق متعددة يطالب هو ذاته بها. انه نص مرن. من هنا جاء ذلك الموقف الفظ الذي وقفته الماركسية والوضعية والفكر القومي حيال الفكر الديني. لم ندرك في الماضي أن الحامل الاجتماعي لأي تغيير تعيش نسبة عظيمة من أفراده تبعاً للفكر الديني، ما كان ينبغي له أن يحضنا على قراءة جديدة عقلانية ومنطقية للفكر الديني، أي الفكر الحقيقي الذي يتغذى منه المجتمع حقاً. ومع بروز هوية جديدة لمشروع التغيير (النهضة)، باتت هناك الآن مسوّغات كثيرة أصبح من الضروري امتلاك أدواتها الفكرية. ومن هنا أرى أن من المستحيل الوصول إلى أي فكر نهضوي تغييري حقيقي اليوم، من دون إعادة قراءة الفكر الديني والدخول إلى روح الوسط الإيماني. وهذا ما يدفعني إلى التشديد مجدداً على أن الحامل الاجتماعي – الثقافي الذي يمكنه وحده اليوم مساندة الفكر التغييري، يمتد من أقصى اليمين الوطني والديمقراطي إلى أقصى اليسار التقدمي. 
كأنك بهذا تعيد الأمور إلى مستوى وجود الطبقة الوسطى التي «غابت» منذ عقود، على رغم أنها هي بانية الأوطان والحضارات عادة... علينا أن نواكب فكرياً إعادة إنتاج الفئات الاجتماعية التي تتسم بسمتين أساسيتين (لبناء المجتمعات): اليُسر الاقتصادي والتنوير الفكري. وهذا يأتي ضمن عملية واسعة هدفها إعادة التوازن إلى المجتمعات العربية، وسط زمن عولمي يكاد أن يلتهم كل شيء... وبطريقة تزيد خبثاً وقوة عما فعلت الدولة الأمنية حتى الآن. (حوار جريدة الحياة).

## الموقف النقدي من الواقع
كان من نتيجة هذا التحول الفكري أن تحول تيزيني من استكمال المشروع الذي كان يهدف أن يصل بتحليله «الثوري» المادي إلى العصر الحالي من خلال اثني عشر جزءا، إلى مواجهة مشكلات الواقع. وفي هذه المرحلة تبرز قضايا أساسية ثلاث، أولا مواجهة فكر العولمة الذي يهدد بتفكيك الهوية العربية وبالتالي إجهاض أي احتمالات للنهضة. ثانيا، مواجهة الفكر العربي الذي يتسم بنظرة سلبية بنيوية تجاه «العقل العربي» بما يهدد أيضا بإجهاض مشروع النهضة نتيجة لإفراغها من خصوصيتها الذاتية. ثم مواجهة المشكلات الواقعية المجتمعية التي تهدد من زاوية ثالثة مشروع النهضة.
ويعبر تيزيني عن هذه النظرة الثلاثية للمشكلات التي تهدد مشروع النهضة كما يلي،
في هذا السياق، ضروري أن نقول بأن التواطؤ الإمبريالي العربي – الإقطاعي وما قبله وما بعده – بما رافقه من قسر وعنف وشراسة، ظل، في أساس الأمر، محكوما بقانون العلاقة الجدلية بين الداخل والخارج. فلقد استطاعت الإمبريالية أن تفعل فعلها في الوضعية العربية انطلاقا من عدم التكافؤ التاريخي في البني الاقتصادية والاجتماعية والسياسية والثقافية، أي بسبب من التوقيت الذي حدث بين بدايات الرأسمالية البرجوازية العربية من طرف وبين نهايات الرأسمالية الإمبريالية من طرف آخر.
ٍومن ثم، فقد جرى تزوير تلك العلاقة من موقع أوروبا تلك ولصالحها. وإذا وضعنا في الاعتبار البنية الإصلاحية والهجينة والقاصرة للفكر العربي النهضوي، تلك البنية التي تولدت في وضعية الإخفاق المحكوم بالتواطؤ المأتي عليه سابقا، استبان أمامنا أمر على غاية الأهمية المنهجية؛ ذلك هو انطلاء عملية التزوير تلك للعلاقة بين أوروبا والعرب، أو كما يقال، بين الغرب والشرق، على العرب النهضويين. والمهم في ذلك هو بالدرجة الأولى ليست تأثيراته على – الغرب – بقدر ما تمثل في إحداث بعثرة كبرى وعميقة في البنية الفكرية النهضوية إزاء نفسه هو نفسه. إن ذلك كله خلق للفكر العربي مشكلات زائفة أخذ يبحث فيها ومن مواقعها عن حلول لقضاياه المستجدة. وفي الحق بإمكاننا التعبير عن هذا الموقف بأنه إشكالية. لكن هذه الأخيرة لم تجد أدوات البحث القادرة على تشخيصها وضبطها. وهذا أمر مفهوم بذاته. ومن هنا، فقد ظهرت المواقف منها بمثابتها أفعالا وردود أيديولوجية، أي بمثابتها مواقف وهمية إيهامية. (على طريق الوضوح المنهجي – أطروحات في قضية تحديث الفكر العربي، ص 20-21)
في إطار معالجته للمشكلات التي تواجه مشروع النهضة ينقد تيزيني الحداثة الغربية والمجتمعات الرأسمالية الإمبريالية، وذلك في إطار نقده لتأثير تدخل هذه المجتمعات في مجتمعات العالم الثالث، عموما، والمجتمعات العربية خصوصا،
بيد أن النظر إلى المسألة من الموقع الآخر، موقع التقدم التاريخي، يدعونا إلى أن نأخذ بعين الاعتبار أمرا ذا أهمية خاصة في هذا الإطار، ذلك هو أن التقدم العاصف في المجتمعات الرأسمالية الإمبريالية هو، من حيث الأساس، تقدم في الجانب الصناعي والتقني والعلمي الطبيعي. أما الجانب الاجتماعي فيعاني من أزمة عميقة وشاملة، بحيث أنه أخذ يؤثر تأثيرا مباشرا على ذلك الجانب الأول، ويخلق في وجهه كوابح جدية. والملاحظ أن الصراع الطبقي الذي تمارسه الجماهير العاملة هناك يصطدم بصعوبات كبيرة تبرز في طليعتها اثنتان. الأولى تكمن في اتساع جهاز القمع هناك كما ونوعا. فالتطور العلمي التقني يقدم إمكانات متزايدة تتيح للسلطة مواجهة المواقف – غير المتوقعة – التي تنجزها تلك الجماهير في كفاحها السياسي والاقتصادي والثقافي. فالأجهزة الالكترونية المتطورة أصبحت قادرة على تجهيز مؤسسات المخابرات العليا بالمعلومات الخاصة بكل عائلة في بعض البلدان الرأسمالية الإمبريالية.
أما الصعوبة الأخرى فتكمن في التعقيد الواسع، الذي طرأ على الحياة العامة، وجعل من الصعوبة بمكان الكشف عن مواطن الخراب الاقتصادي والاجتماعي الذي يلحق بمجموع العاملين هناك. بتعبير آخر، أضحت عملية الكشف عن آلية الاستغلال والاضطهاد في المجتمعات الإمبريالية الرأسمالية معقدة و«غير مباشرة». فالنظريون الذين يدافعون عن هذه الأخيرة، من حيث هي «مجتمعات المدراء والموظفين والمهندسين»، أو من حيث هي «المجتمعات العظيمة»، يعلنون أن الاستغلال والاضطهاد لم يعد لهما وجود هنا. فلقد أصبح الجميع – تقريبا – يعيشون في مجتمع الرفاه والدخول العالية. وهذا ما يطلقون عليه اسم «المجتمع الاستهلاكي المتطور». (على طريق الوضوح المنهجي – الفكر العربي من موقع النقد، التدخل الإمبريالي ومظاهر الفكر الأوروبي، ص 175-176).

## موقفه من القراءة الجابرية للفكر العربي
يخصص الدكتور تيزيني مؤلفا كاملا لنقد التصورات البنيوية للعقل العربي، عموما، ولتصورات الدكتور محمد عابد الجابري خصوصا، هو (من الاستشراق الغربي إلى الاستغراب المغربي – بحث في القراءة الجابرية للفكر العربي وفي آفاقها التاريخية). وذلك لأنه يعتبر أن هذه التصورات، نظرا لشيوعها وانتشارها، تمثل أحد العوائق الأساسية لفكر النهضة العربية. وهو ينقض أساسها الفكري والمتمثل في التصورات البنيوية غير التاريخية للعقلية العربية المبنية على تصورات صورية منطقية منقطعة عن الواقع. كما ينقض تحليلاتها المتعددة.
وبالنظر لأهمية هذا الحوار للفكر العربي نستعرض هنا أهم التصورات النقدية التي طرحها تيزيني في معارضة الفكر الجابري. ويستهل تيزيني مؤلفه باستعراض ما يطرحه الجابري والآراء المختلفة التي طرحت حوله، وإذا أخذنا برأي الجابري نفسه، فإن كتاباته تتجلى في أهمية خاصة نظرا إلى أنها تفتح «عصر تدوين جديد» في الثقافة العربية عموما وخصوصا. وهو يرى أن ذلك يفصح عن نفسه في الخلاصة المركزة التالية، التي يختم بها كتابه «تكوين العقل العربي»: «أدى بنا رصد الأسس الإبستيمولوجية لإنتاج المعرفة داخل الثقافة العربية إلى تصنيف لا يؤخذ فيه بعين الاعتبار سوى البنية الداخلية للمعرفة، أي آلياتها ووسائلها ومفاهيمها الأساسية، تصنيف يطرق أفاقا جديدة تماما هي من الخصوبة والعمق – فيما يبدو لي – بمثل الآفاق التي فتحها أمام علم البيولوجيا التصنيف الحديث للحيوانات إلى فقريات ولا فقريات...هكذا أمكن تصنيف العلوم وجميع أنواع المعارف في الثقافة العربية الإسلامية إلى ثلاث مجموعات: علوم البيان... وعلوم العرفان...وعلوم البرهان».
إن هذا «الفتح الجديد» الذي دشنه الجابري باحتفاء يقارب، كما ورد في حوار معه، الاحتفاء بالفتح الذي دشنه علم البيولوجيا الحديث، استقبل بترحاب حار من قبل أوساط ثقافية عربية معينة. فقد أعلن أحد الكتاب المحتفين بالجابري أن الدارس للتراث العربي الإسلامي صار لديه، عبر ما حققه هذا الباحث على الصعيد المعني، خريطة تضبط له منطلقه ورؤيته. كما رأي كاتب آخر أن الجابري قدم من الإنتاج الفكري ما يجعله جديرا بلقب «صاحب مقالة».
بيد أن أوساطا ثقافية عربية أخرى رأت في ذلك "الفتح" وتلك الإنجازات"، التي ترتبت عليه، تراجعا إلى وراء ووجها مكرورا من أوجه إشكالية قديمة مأزومة على صعيد البحث في الفكر العربي المعاصر، أو دعوة إلى صياغة "أنساق مغلقة" قد تفصح عن لاتاريخية فاضحة، في حين أعلن البعض أن الجابري لم يقدم أكثر من تصنيف أكاديمي لما قاله سابقوه، مع إفادته من المناهج الغربية، أو أنه – بلسان بعض آخر – مارس "تعاطيا تشطيريا مع التراث"، الخ... دون أن نهمل ما أعلنه آخرون – ولكن كذلك دون أن نمنحه أهمية مبدئية – من أن الجابري (في بحثه حول إشكالية الأصالة والمعاصرة) "اكتفى بالحديث الإنشائي المعتاد ونعتقد أن هذا قد آن له أن ينتهي في تحليلنا لمشاكلنا". أخيرا يأخذ طه عبد الرحمن المآخذ التالية على الجابري: "تقويل الكتاب ما لم يقولوا، وسوء التصرف في النصوص، وفساد التعريف، وفساد التصور، والسقوط في التناقض، وعدم تحصيل الملكة في العلوم الصورية والمنهجية، والعجز عن نقد وتمحيص الآليات الاستهلاكية".
والآن إذا أخذنا ذلك بالاعتبار في سياق المشكلات والتحديات في الحقل العربي الراهن، وخارجه، فإن دواعي وموجبات البحث في كتابات الجابري تغدو أكثر وضوحا وبروزا. فهذه الأخيرة ليست محايدة ولا «فاترة» ولا «إرجائية» حيال ذلك كله. بل إن صاحبها يعلن أنها أتت إجابة على معظم مشكلات الثقافة العربية. وهو يلحف، في ذلك، كثيرا في سياق تفتيت «الخطاب العربي» وتفكيك «العقل العربي» وتقديم «عصر تدوين جديد» للثقافة العربية. ولعله من طرائف الموقف الجابري و«خصوصيته» أن نضيف، حيث يدور حديثنا على مسوغات البحث في كتاباته، مسوغا آخر قد يلقي ضوءا على سيكولوجيته الشخصية وعلى بعض أوجه تلك الخصوصية للموقف المذكور. أما المسوغ المعني، فيتمثل – برأي الجابري نفسه – في أن الباحث «المغربي» هو، بالقياس إلى «الكاتب المشرقي المرتزق» ذو شخصية مرهفة دقيقة، ومستقلة، وتتمتع بشرائط العمل الفكري النقدي (العلمي)؛ هكذا بتعبير الكاتب نفسه: «في مرحلة الكتابة لا بد من (الاستقلال). لا بد من الثقة بالنفس. وهذه خصلة ربما تميزنا بها نحن المغاربة عن إخواننا المشارقة. فمعظم الكتب التي تؤلف في المشرق هي دروس للطلبة يطبعها الأستاذ ليكمل ماهيته – حسب تعبيرهم – أي أجرته. أما نحن في المغرب فلم نعتد على هذا...ولا يجرؤ الواحد منا...على تأليف كتاب وطبعه ونشره إلا إذا كان حقا يعتقد أنه سيأتي بشيء يستحق أن يكون كتابا.»
المهم في ذلك أن «مغربية» الجابري، كما يطرحها صاحبها، تعلن عن نفسها بمثابة «سر» أو«بنية خفية ومعلنة» كمنت وراء إنجازه «نحن والتراث» و«الخطاب العربي المعاصر»...الخ، ومن ثم بمثابة مسوغ يدعو الباحثين للاهتمام بها، خصوصا إذا ما علمنا من صاحب العلاقة أنه من «المغاربة المتواضعين، الذين لا يبدأون في التأليف إلا عندما يأنسون من أنفسهم أنهم سيقولون شيئا». (من الاستشراق الغربي إلى الاستغراب المغربي ص 21- 24)
ينتقل تيزيني بعد ذلك إلى نقد المنهج الجابري الصوري، ويستخلص أن المنهج الجابري ليس منهجا معرفيا إنما هو منهج إيديولوجي أساسا ولكنه مطروح في صورة معرفية، كما يلي، الفكر النظري، على خصوصيته المرهفة في سلم التجريد، يظل – من حيث الأساس – إحدى صيغ "الوعي الاجتماعي" ومستوى من مستوياته المتعددة...إذ لما كان الفكر النظري – في أساسه - نتاجا بشريا في وضعية أو وضعيات اجتماعية مشخصة ما، فإن وجوده سيبقى مرتهنا بـ"حامل اجتماعي" بشري ما... يظل بمقتضاها حاضرا في بنية ذلك الفكر ومحددا بذلك هويته الاجتماعية العامة...ومن هنا كان من قبيل الالتباس والتلبيس أن يفصل بين كلتا الهويتين المذكورتين فصلا مطلقا...وعلى هذا، إذا ما اعتقد أن الاجتماعي غائب عن الفكري النظري أو مستل منه، فاعلم أنه مغيب بواسطة أيديولوجيا فاسدة أو قاصرة أو متخلفة...من هذا المطلب الأنطولوجي والمعرفي لجدلية الاجتماعي والفكري النظري، ننطلق في مناقشتنا لكتابات محمد عابد الجابري، أي مما يريد هذا الأخير أن يعتبره نقضا لهذه الجدلية. فهو صريح واضح في مطلبه ذي الوجه الفلسفي المثالي، حين ينطلق من "نظرية بنات الأفكار" لتفسير بروز الأفكار، أي حين يرى في القضايا النظرية المجردة، والأيديولوجيا الدينية، والمضمون الأيديولوجي للتراث عامة" مستويات فكرية يميل استقلالها عن الواقع الاجتماعي الطبقي نحو المائة بالمائة". وبتعبير الكاتب نفسه، نقرأ ما يلي: "فالقضايا النظرية المجردة، كالقضايا المنطقية والفلسفية والرياضية تفصلها عن (الواقع) مسافات على سلم التجريد يصعب معها، إن لم يكن يستحيل ربطها بأي واقع اجتماعي أو فيزيائي معين. كما أن الأيديولوجيا الدينية، وبصورة عامة المضمون الأيديولوجي للتراث، يبقى هو هو على مدى مسافات زمنية طويلة وحقب تاريخية مختلفة فيعتنقه الناس بعد أن يكون الأساس الطبقي الاجتماعي الذي أنتجه أو ساهم في إنتاجه قد تغير تماما عبر العصور والأحقاب...(فيتحول) إلى عقيدة أو مذهب فكري مستقل بنفسه، بمعنى أنها (أي العقيدة) لا تعبر عن الواقع الاجتماعي الطبقي الذي يؤطر معتنقيها اليوم، ولا تعكس بالتالي أية مصالح طبقية. هنا يكون الاستقلال النسبي للفكر يميل نحو المائة بالمائة"...إن الجابري يقع في "حيص بيص" بفعل ما يكمن في موقفه خفية من طرف، وما رفضه إفصاحا، من طرف آخر: إنها الرؤية الأيديولوجية التي ينطلق منها باتجاه الدعوة إلى "اللاأدلجة"، أما هذه فتقوم على تغييب النسيج الأيديولوجي ذي الحضور الموضوعي، حقا، من حقل معرفي ما وعلى السكوت عنه وكذلك على إدانته لصالح هوس كلف بأنساق نظرية فكرية مجردة و"صافية"، لا وجود لها إلا في ذهن الباحث المتوحد...هل من قبيل «العقلانية النقدية» أو القراءة التشخيصية"، اللتين يجعل منهما المؤلف ركيزتين منهجيتين له، أن ينظر إلى الفكر النظري من داخله فحسب، فكريا نظريا، دون نوافذ تجمع بينه وبين من يفكره من البشر، المنخرطين شاءوا أم أبوا – في انتماءات اجتماعية طبقية ما؟ ص 25-38.
على هذا نرى في تصور الجابري، المعني هنا، شططا منهجيا واعتباطا أيديولوجيا، وربما كذلك امتهانا ساديا للفكر العربي. ويلاحظ أن هذه العناصر الثلاثة تتحدد معرفيا، بكون التصور المذكور قائما على امتهان السياقات الثلاثة الكبرى للحدث موضوع البحث، الاجتماعي والجدلي والتاريخي. فهو يرفض مفهوم العلاقة بين الفكر النظري وواقعه الاجتماعي البشري، كما يجهل آلية الفعل الناظم للعلاقة بين فكر ينتمي لواقع من جهة وواقع (أو فكر) آخر سابق عليه أو معاصر من جهة أخرى، وأخيرا يفرط بما يربط بين السابق واللاحق، وبما يفصل بينهما. ص 46
ودون التوقف، الآن، عند «القطاعات الثلاثة» التي يعنيها صاحبها بمثابة تكونات الثقافة العربية (وهي البيان والعرفان والبرهان)، نطرح التساؤل التالي: كيف أتيح للجابري أن «ينظر إلى الثقافة العربية ككل» من طرف، وأن يميز فيها – من طرف آخر – ثلاثة قطاعات «يشكل كل منها حقلا معرفيا متميزا يكفي نفسه بنفسه؟» كيف استطاع الكاتب أن يخترق الجزئيات الثلاث المستقل بعضها عن بعض استقلالا تاما باتجاه ما يجعل منها «كلا واحدا؟» بل، ما هو المسوغ المنطقي لعملية الاختراق من موقع ثلاث بنيات تتقوم، أساسا وبرأي الجابري، بأنها مستقلة ومتفردة على نحو تام، وباتجاه «كل واحد» يراد له أن يكون ناظما وضابطا عبر «عنصر ما» يوحد بينها؟ إن البنيانية التي يجعل منها الكاتب الجابري – هنا - تكئة منهجية له، تقوده إلى تناقض منطقي وأنطولوجي ينطوي على اضطراب وقلق في كيفية استخدام المفاهيم والمقولات والحدود. ص 46-47
إن الخطاب الجابري المقدم هنا، هو خطاب أيديولوجي سياسي وكذلك معرفي. وإذا كان – في بنيته السطحية – يظهر (ويسهم في ذلك رهط من الكتاب والنقاد) بمثابة خطاب معرفي أو حتى معرفي نقدي، فإنه – في بنيته الخفية وما يقترب من بنيته السطحية – خطاب أيديولوجي ممعرف وخطاب معرفي مؤدلج. ولذا، كان من مهمات البحث النقدي، الذي ننجزه هنا، أن نخضع ذلك الخطاب بوجهيه المتضايفين لمبضع تفكيكي جدلي تاريخي صارم يفك الارتباط – تجريدا – بين البنيتين المذكورتين، ويضع يده على عملية تسلل الأيديولوجي السياسي – بقوة - في نسيج المعرفي؛ بحيث إننا قد نرى في المعرفي الجابري هنا منزعا من منازع التلبس الأيديولوجي. (من الاستشراق الغربي إلى الاستغراب المغربي ص 25 – 49)
بعد نقده المنهجي يقوم تيزيني بنقد المفهوم الجابري للعقل والعقلية العربية. ويرتكز نقده على أساس الانزلاق إلى المفهوم العنصري "للعقل". والتفرقة الإثنية بين العقلية المشرقية والعقلية المغربية. والاعتماد على المفهوم الاستشراقي للمركزية الأوروبية الذي يفرق بين العقلية الشرقية والعقلية الغربي، وأن الأول هو خيالي غير عقلاني والثاني منطقي عقلاني، وضع الجابري نفسه أمام مهمة وإن لم تكن جديدة، فقد كانت صعبة ومعقدة إلى درجة قصوى. وصعوبتها تكمن في أنها محكومة بمفارقة يكاد يكون حضورها في الفكر العربي المعاصر الراهن كثيفا وواسعا. وتتحدد "المهمة" هذه في دراسة «العقل العربي» وضبطه إبستيمولوجيا. فالرجل يعلن أن هناك "ميدانا واحدا لم تتجه إليه أصابع الاتهام بعد، وبشكل جدي صارم، هو تلك القوة أو الملكة أو الأداة التي بها (يقرآ) العربي و (يرى) و (يحلم) و (يفكر) و (يحاكم)...إنه (العقل العربي) ذاته. أما المفارقة فتقوم على تناول ما هو تاريخي لا تاريخيا، ومن ثم الوقوف أمام حالة من الثنائية الميتافيزيقية طرفاها ينحدران من نسقين أنطولوجيين متمايزين تمايزا ماهويا.
ويمكن القول، على مستوى ما نحن بصدده، إن انطلاق الجابري – في تناول ذلك – من البنيانية تطبيقا ونظرا (رغم الجلبة التي أحدثها باسم المنهج التاريخي)، أفصح عن نفسه في مسألتين تعين عليه أن يواجههما «منزوع السلاح». المسألة الأولى تبلورت في انزلاق القلم الجابري من «العقل العربي» إلى «العقلية العربية». أما المسألة الثانية فقد أخذت تتضح في المعجمية الجابرية بصيغة حالة غير متوقعة نشأت على أنقاض «معركة منهجية خاسرة»، تلك المعركة التي استمدت شخصيتها من الإجابة عن السؤال التالي: كيف نقرأ الحدث التاريخي أو التراثي، «من الداخل»، أم «من الخارج» أم من موقع آخر. ص 85
فإذا كنا – في نص سابق – قد شهدنا على أن الكاتب الجابري أخذ على عاتقه ألا يتناول العقل العربي من موقع الإقرار بوجود «عقلية» عربية فطرية وراسخة رسوخ البيولوجيا، فإننا – الآن – نكتشف أن شهادتنا هذه هي «شهادة زور». فالرجل يحل نفسه من ذلك التعهد النظري، حيث يأخذ عمليا بما ينفيه هناك. فهو يتحدث عن «العقلية اليونانية (التي) لا تستسيغ حدوث شيء خارج الزمان». هاهنا، يفقد الكاتب «مصداقيته» و«شجاعته» الفكرية في طرح الأشياء بمسمياتها: نعم، الجابري ينطلق في كتاباته من المرجعية الأوروباوية الاستشراقية (المركزوية الأوروبية)، التي تجد أحد أسسها الكبرى في مصطلح «العقلية» وفي الثنائية الجبرية بين «عقلية غربية – أوربية» و«عقلية لاغربية – شرقية». وهذا من شأنه أن يشكك في أن الجابري ينتج نصا متسقا بالمعنى المنطقي التوثيقي المخترق من معجمية أساسية موحدة. ص 97
أما في النقطة الثانية، فإن محاولات الجابري تقديم كتاباته في «الفكر والعقل العربي» على أنها «تدشين عهد جديد» في تاريخ هذين الأخيرين وفي «عملية النهوض العربي» المطروح على بساط البحث العربي الراهن، توضع في موقعها الحقيقي وفي حدودها: إنها كتابات تندرج – فيما يخصنا منها في هذا المبحث – في التأسيس الإبيستيمولوجي للثنائية الجبرية المنوه بها وفي إظهار أنها فصل المقال في التمييز بي الشرق والغرب (وكذلك بين المشرق والمغرب كما يتضح معنا على مدار مبحثنا هذا)، ومن ثم في الإلحاف على دونية الأول إزاء الثاني. هاهنا، تظهر خطورة الفكر الجابري على الفكر العربي، لأنه يتحدث من داخله وباسمه. وسوف نلاحظ أن الحديث عن «عقلية يونانية لا تستسيغ حدوث شيء خارج الزمان» سيكرس من قبل الجابري بحديث عن «عقلية يونانية تكرس العدل والحرية والديمقراطية»، مقابل الحديث عن «عقلية عربية تستسيغ حدوث شيء خارج الزمان» و«تقوم على السطو والاستبداد»...نعم، إن «الخداع» و«غياب التوثيق» و«المصادرة على المطلوب»، وغيره، تمثل عناصر في عملية تسويغ مفهوم «العقلية» والدفاع عنه وتسويقه عربيا في مرحلة الانهيارات والهزائم والاختراقات العظمى: إنها عودة مؤزرة للأيديولوجيا الجبرية الجيوبولوتيكية، مع الإشارة إلى أن المفهوم المذكور يأتي – في السياق الجابري – بصيغة محددة، هي التي أسس لها عتاة المستشرقين العرقيين، وهي صيغة التقابل بين الشرق والغرب، العقلانية واللاعقلانية. أما الخصوصية الجابرية فتكمن، هنا، في جعل «الشرق» شرقين، مشرقا عربيا ينتمي إلى «الشرق القح» ومغربا عربيا ينتمي إلى حضارة «العقلانية النقدية»، إلى «الغرب». ص 98-100
ولكن «جديد» السيد الجابري يتمثل في أنه يعلن – بملء فيه وبحماسة يعوزها التواضع العلمي غير المفتعل – «تدشين عهد جديد» في الثقافة العربية، وفي الخطاب العربي المعاصر، والرؤية التاريخية للفلسفة العربية الإسلامية وللتراث. بيد أن نقطة الضعف الفائقة الطرافة فيما يكتبه السيد الجابري تكمن في أنه أوجد سابقة رديئة يمكن أن تطاله هو نفسه راهنا ولاحقا، وهي أنه اعتقد أنه قادر على الانطلاق من الصفر في الفكر العربي الحديث والمعاصر، زاعما أنه سيضع حدا لثقافة تقوم على الاجترار، ولعقل يكرر ذاته منذ مائة عام أو أكثر، وللغة – هي التي يكتب بها – حسية ولا تاريخية وليس بوسعها أن تكون لغة ثقافة وفكر، مدمرا – بذلك – تاريخية الثقافة المذكورة وتاريخية عملية اجترارها نفسها (إن أخذنا بهذه القولة النغلة)، وتاريخية العقل المذكور وعملية تكراره (إن لم نعلق هذا الزعم منطقيا وتاريخيا)، وتاريخية حسية ولا تاريخية اللغة العربية التي يكتب بها ويعلن أنه «دشن عهدا جديدا» يبشر بها عبرها وبمقتضى منطقها الداخلي (إذا منحنا هذا الهوس اللاتاريخي شيئا من المصداقية). ص 129
ٍومن هنا، «إذا كان مفهوم العقل في الثقافة اليونانية والثقافة الأوروبية الحديثة والمعاصرة يرتبط بـ (إدراك الأسباب) أي المعرفة... فإن معنى (العقل) في اللغة العربية، وبالتالي في الفكر العربي يرتبط أساسا بالسلوك والأخلاق...ولكن فرق كبير بين الاتجاه من المعرفة إلى الأخلاق والاتجاه من الأخلاق إلى المعرفة. في الحالة الأولى، وهي حالة الفكر اليوناني – الأوروبي تتأسس الأخلاق على المعرفة، أما في الحالة الثانية حالة الفكر العربي، فتتأسس المعرفة على الأخلاق...إن (العقل العربي) تحكمه النظرة المعيارية إلى الأشياء...وهذا في مقابل النظرة الموضوعية...أما النظرة الموضوعية فهي نظرة تحليلية تركيبية...لقد انطلقنا في تلمس خصوصية (العقل العربي) من...لغة عرب الجاهلية...: نحن إذن لم نخرج عن (العصر الجاهلي)» [تكوين العقل العربي ص 38-39].
خطاب الجابري في نصوصه الأخيرة هو خطاب الهيمنة المركزوية الأوروبية في صيغته الخفية والمعلنة. إنه خطاب يعكس، بامتياز، تغلغل ثنائية الشرق – الغرب «داخل الوجدان الأوروبي»، كما يكتب صاحب العلاقة نفسه. وكذلك داخل الوجدان العربي المستغرب، أي الذي تكون ضمن دائرة التهيمن الفكري الغربي في الفكر العربي المعاصر. (من الاستشراق الغربي إلى الاستغراب المغربي ص 85 – 210)
القضية الثانية التي واجهها الدكتور تيزيني هي كيفية قراءة الفكر الديني عموما، والقرآن خصوصا. في حوار بعنوان «الإسلام والعصر – تحديات وآفاق» بالاشتراك مع الدكتور محمد سعيد رمضان البوطي، يطرح تيزيني موقفه من هذه القضية. فيطرح أولا، تصوره وتحليلاته للتعددية في قراءة القرآن وفهمه كما يلي، في هذين النصين – وغيرهما مما يدخل في حقلهما كثير – نواجه إصرار على الاعتقاد بأن التاريخ لا يحتمل ولادة مراحل نوعية من التطور والتقدم والتغير أو تشكيكا في نوعية هذه المراحل. وبالتالي، فإن ما يأتي بعد مرحلة إنسانية معينة يعتبرها هذا الكاتب الإسلامي أو ذاك نقطة انطلاقه التاريخية، أو المنهجية، لا يحمل في طياته ما يعتبر جديدا حقا بالنسبة لمرحلة سابقة منصرمة، بما تنطوي عليه من مشكلات وإشكاليات ومعضلات اجتماعية واقتصادية وسياسية ومعرفية وأخلاقية وعلمية (طبيعية واجتماعية وإنسانية). وحيث يكون الأمر بهذه الصيغة من نفي الجدة التاريخية والمنطقية، فإن حالة من الاغتراب الواقعي والذهني لا بد أن تحيط بنا حيال أنفسنا وما يحيط بنا من تدفق في الزمان التاريخي... ولقد سبق النبي الكريم عليه الصلاة والسلام هؤلاء، من الصوفية ومن يدخل في نطاقهم، حين أعلن في سياق وضع يده على واحدة من أهم خصائص النص القرآني الكريم: «القرآن ذو وجوه متعددة، فخذوا بوجهه الحسن (أو الأحسن)»!!
ولعلنا نلاحظ أن تحديد (الوجه الحسن) للقرآن الكريم ليس مهمة نصية ذاتية يتفق عليها الفقهاء أو يختلفون، دونما أخذ الجديد الفتي الوعي والعتيق الهرم من التطور التاريخي البشري بعين الاعتبار. ومن ثم، فإن الواقع المشخص يمثل – في حركيته المتدفقة أو في جموده المتثاقل – طرفا في تحديد كيفية تناول النص الكريم، خصوصا حين نضع يدنا على التطور الكمي والنوعي الهائل لمناهج البحث في العلوم الاجتماعية والإنسانية وما يقترن بها من أنساق علمية فرعية.
ومن شأن ذلك ألا يسمح بالقول: إنه «حين يكون الواقع مناقضا للإسلام فإنه لا يجوز تأويل الإسلام حتى يتفق مع الواقع لأن ذلك تحريف للإسلام»، أولا؛ بأن «القطعي والظني في الإسلام كفيلان بتحقيق التغطية الشاملة لكل المستجدات، وسعة دلالات ألفاظ النص قادرة على استيعاب كل شيء»، ثانيا، ولعل السيوطي قد وضع يده – مع غيره – على واحد من أهم المسوغات للنظر في المسألة على نحو آخر، وهو الأخذ بأسباب النزول، نزول الآيات القرآنية. فقد كتب ما يلي: «لمعرفة أسباب النزول فوائد، وأخطأ من قال لا فائدة لجريانه مجرى التاريخ. ومن فوائده الوقوف على المعنى أو إزالة الإشكال»... ومن بالغ الأهمية أن نلاحظ (وهنا يفصح عن نفسه الإسهام الذي نعمل على تقديمه في هذا البحث) أن القرآن أتى، في حينه، ليخاطب بشرا في سياق تاريخي ومجتمعي معين مشخص، ومن ثم ليجيب عما كان لديهم من أسئلة ومشكلات ومعضلات؛ وذلك جنبا إلى جنب مع التبشير بمبادئ اعتقادية ذات طابع عمومي شمولي ومجرد.
وإذا وضعنا في اعتبارنا أن في القرآن الكريم حوالي ستة آلاف آية «ليس منها مما يتعلق بالأحكام إلا نحو مائتين (وأن) بعض ما عده الفقهاء، آيات أحكام لا يظهر أنها كذلك»، اتضح لنا أن هذا الكتاب (أي القرآن) هو – في أساس الأمر – «كتاب هدى ورحمة وبشرى وموعظة واطمئنان للمسلمين»...إنه كتاب مودة وأخلاق، يقول كل شيء ولا يقول شيئا، ولكنه يترك للبشر أن يضبطوا مفهومي المودة والأخلاق ويجعلوا منهما حالة تعج بالحياة البشرية المشخصة؛ وإنه كتاب معاملات وأحكام وعقائد، ولكنه لا يملي على البشر كيف يفهمون – بالمعنى الدلالي – ذلك ويدرجونه في منظوماتهم الأيديولوجية والقيمية إدراجا وظيفيا، وبحدود العلاقات الاجتماعية السائدة، وتحت مفعول الإرث السوسيوثقافي والاعتقادي والجمالي والنفسي، إضافة إلى الشرط الإثني (الأقوامي) والحضاري الفاعل في حينه؛ وإنه كتاب عدالة ومساواة، ولكنه يترك للناس أن يحددوا ذلك ويضبطوه وفق شروطهم الاجتماعية التاريخية والمعرفية؛ وهو كتاب يحث على التقدم الاجتماعي والعلمي، ولكنه يقر – في ضوء قراءة محددة له – بآليات وقانونيات هذه العملية الخاصة ويدع العلماء والمختصين أسيادا في مجالهم هنا..ألخ.
إن الحديث، هنا، يدور على أمرين اثنين كلاهما يفضي إلى الآخر. أما الأول منهما فيتمثل في الإقرار بوجود مراحل تاريخية مختلفة الواحدة منها عن الأخريات اختلافا يقوم على (الجدة النوعية)؛ في حين يفصح الأمر الثاني عن نفسه بصيغة التأكيد على أن المشكلات المتحدرة من تلك المراحل هي، كذلك، تقوم على الاختلاف النوعي. ومع هذا، يظل الحديث واردا وضروريا على الاتصال – إلى جانب الانفصال – في حقل المراحل والمشكلات المذكورة. وهذا بدوره، يدعو إلى صوغه بـ (جدلية الاتصال والانفصال)، أو (جدلية الاتصال منفصلا والانفصال متصلا).
وإذا كان الأمر كذلك، فما أحرانا أن نستعيد القاعدة الفقهية الجدلية التاريخية الدقيقة في ضبطها لما نحن بصدده؛ تلك هي: تتغير الأحكام بتغير الأزمان...
ولما كان الأمر متصلا بالإسلام وبنصيه الكريمين (القرآن والسنة)، فإن الخروج بهما من المأزق التاريخي الراهن لعله يقتضي الأخذ بالعناصر الناظمة التالية مدخلا أوليا للتصدي لهذه الأمور المركبة والمعقدة: الحرية في البحث العلمي وفيما يتطلبه من حوار علمي مفتوح وملتزم؛ والعقلانية، وما تشترطه من رؤية متبصرة نقدية؛ والتاريخية، في ضبطها للحدث ضمن كيفية تجليه بشريا على نحو مفتوح أفقيا وعمقيا؛ والجدلية، في اشتراطها النظر إلى الأشياء والظواهر والأحداث في الكون الطبيعي والوجود الاجتماعي البشري ضمن سياقاتها وعلائقها ونموها واضمحلالها، ومن موقع فواعلها الرئيسة الحاسمة والثانوية، على نحو يكشف عملية التحول والتغير فيها. (الإسلام والعصر تحديات وآفاق ص 101- 109)
ثم يطرح المصدر الأساسي لهذه التعددية وهو وجود بنية معينة للنص القرآني، كما يلي، ليس في ذلك كله غضاضة، فهو متحدر من واقع الحال المشخص القائم على تعددية واسعة في مختلف الحقول. فالنص الديني، الذي يجري الحديث باسمه وتتصارع الأطراف وتشهر السيوف تحت دريئته، هو نص (حمال أوجه...يتكلم بلغة الرجال)، كما يؤثر عن الإمام على ابن أبي طالب. إن هذه الأوجه، التي تحدث الرسول الكريم عن نظائره لها في القرآن الكريم...هي من خصائص بنيته الداخلية، مما يسمح بالتحدث عن مصدر آخر حاسم لـ (التعددية القرائية القرآنية) هو هذه البنية ذاتها.
أما أهم خصائص البنية المذكورة فلعلها تقع في التالية:
أولا_ إجمالية هذه البنية وعموميتها.
ثانيا-كونها ذات طابع إشكالي عبر إشكالية المحكم والمتشابه.
ثالثا – هي بنية تأويلية احتمالية متنا من جهة، ومفهوما (أي هي نفسها تحفز على مطالبة أن تقرأ هكذا) من جهة أخرى.
رابعا- هي بنية تثير في قارئها هاجس التوغل في (باطنها) الكامن وراء (ظاهرها)، أو في (خافيته).
خامسا – إنها بنية (نزلت نجما نجما)، أي أتت ضمن سياق تاريخي وبلغت كذلك.
سادسا- إنها بنية أتت بحسب (أسباب نزولها)، أي بمقتضى الحاجة إلى إيضاح طريق (الهدي والرحمة والموعظة والبشرى والاطمئنان) أمام البشر.
إن ذلك كله، مفردا ومجتمعا، يفضي إلى الإقرار بإمكانية بروز تعددية قرائية للنص الديني، من موقعه ذاته. ويبقى القول ضروريا بأن مصدري هذه التعددية الاثنين المأتي عليهما توا (الواقع المجتمعي المشخص والنص الديني) يفصحان عن نفسيهما – عمليا – عبر من يتلقى هذا النص قراءة أو إنصاتا أو استذكارا. إن فعل القراءة والإنصات والاستذكار هذا هو نفسه يمر عبر قناتين اثنتين تلخصان شخصية المتلقي إياه، على هذا الصعيد. القناة الأولى تتحدد بـ (المعرفي)، الذي يتحدد بدوره وينضبط بالمستوى المعرفي الذي حصله المتلقي. أما القناة الثانية فتعبر عن نفسها بـ (الأيديولوجي)، الذي قد نكثف القول فيه بأنه كل ما يتصل بالمصالح المادية والاتجاهات السياسية والرغبات المتحدرة من هذه وتلك، كما من الصراعات الاجتماعية والفئوية والطبقية والوطنية والقومية وغيرها. وبصيغة أخرى نقول: إن هاتين القناتين هما اللتان تمليان – استضمارا أو علنا أو كليهما – كيفية ظهور التعددية في واقع المتلقي المجتمعي المشخص أولا، وكيفية تناول التعددية في النص الديني (ونصوص أخرى) من هذا المتلقي ثانيا. (الإسلام والعصر تحديات وآفاق ص 114- 116)
وعلى هذا الأساس يرى تيزيني ضرورة أن يكون لكل قراءة قرآنية خلفية أيديولوجية تمتلك مشروعيتها الخاصة،
وكما هو بين من ذلك، فإن كل (القراءات) تمتلك – بصيغة أو بأخرى – (مشروعية اجتماعية). ذلك لأنها لم تنشأ في (فراغ اجتماعي)، وإنما أنتجها وأعاد إنتاجها أو أنتج غيرها بشر ذوو مواصفات محددة تنتمي لعصر أو مجتمع معين. وهذا ما يطمح إلى تقصيه وضبطه، عادة، مؤرخون وباحثون في تاريخ الإسلام، بمختلف أوجهه وحقوله. ويظهر ذلك، على صعيد نظرية (السند والإسناد)، تحت عناوين متعددة، منها (تاريخ الرجال) و (الجرح والتعديل)..الخ؛ كما يظهر في إطار علم التاريخ العام بصيغة «النقد الخارجي والداخلي» للحدث التاريخي أو للوثيقة التاريخية، دينية كانت أم سياسية أم اقتصادية...الخ.
ولعلنا إذ بلغنا هذا المنعطف الدقيق من البحث، أن نكتشف سمة بارزة من سمات القراءات الدينية (أو الأخلاقية أو الجمالية أو الأدبية وغيرها)، وهي أنها قراءات نظرية اجتماعية (سوسيولوجية)، وكذلك – بحكم التركيب السياسي للعصر المنتجة فيه تلك – سياسية. إن جدلية السلطة السياسية المهيمنة وغير المهيمنة والثقافة لا تسمح بأن تنفلت من وشمها أية قراءة من تلك المذكورة. وهذا يصدق أكثر وأعمق على تلك القراءة، التي تتحول إلى (خطاب) تتدخل فيه وتخترقه فواعل وآليات متحدرة – بدرجة ما من المباشرة والإفصاح – من حرارة وحيوية الصراع أو الجدال السياسي والديني والفلسفي بين الأطراف المتعددة، كما من حضور (التقية) في ذلك الخطاب أو من غيابها، حسب واقع الحال المشخص.
ومن أجل ذلك، لا يصح القول بقراءة (بريئة) أو بخطاب (بريء) على صعيد الفكر الإسلامي. فهذا القول يمثل خطلا معرفيا، كما قد يتحدر من موقع إيديولوجي وهمي إيهامي. وفي كلتا الحالتين، يتبين الباحث أحد معالم إحدى سمات (القراء السلفوية المثالية الطوباوية)، وهي الاعتقاد بإمكانية العودة إلى الماضي الإسلامي الباكر، أو إعادته – في بكارته النبوية – إلى الحاضر عقيدة وتشريعا وفقها، وربما كذلك مؤسسات، وبالصيغ ذاتها التي هيمنت هناك في حينه. فإذا كنا نجل أسلافنا العظام، فإننا نتحفظ حيال السلفويين في اعتقادهم بتخطي القرون، دون المرور بمقتضيات وضوابط العصر المعاش إيديولوجيا ومعرفيا.
وبذلك، تظهر استحالة انفلات الفكر الديني (الإسلامي وغيره) من الواقع استحالة منطقية وواقعية. وإذا كانت هذه الاستحالة تنطبق – دون خلاف – على السنة النبوية وعلى القرآن الكريم حيث يتموضع اجتماعيا وبشريا أي حيث يغدو (كتاب تأويل)، فإنها تظهر – كذلك – في إطار القرآن نفسه وفي سياقين اثنين أومأنا إليهما توا، الأول منهما يفصح عن نفسه، بعد "أن أنزل (القرآن) إلى السماء الدنيا جملة واحدة، حيث "أنزل (بعد ذلك) على النبي آية آية، وكان بين أول ما نزل منه وآخره عشرون سنة".
لنتمعن في هذا النص الفائق الأهمية. ففيه نتبين مستويين اثنين لـ (حركية) القرآن: المستوى الأول ذو (طبيعة إلهية – ميتافيزيقية)، تتحدد بـ (الإنزال إلى السماء الدنيا جملة واحدة)، والثاني ذو (طبيعة تاريخية)، تتجلى في تصير القرآن حدثا تاريخيا، متورخا. وبذلك جاء التقاطع بين الميتافيزيقا والتاريخ إيذانا بتاريخ الفكر الإسلامي، ليس بعد تلقف الرسول للقرآن، بل في سياق ذلك نفسه. (الإسلام والعصر تحديات وآفاق ص 128-134)
أما القضية الثالثة التي يعالجها الدكتور تيزيني فهي الشروط اللازم تحققها لتحقيق النهضة. ولأن أحد هذه الشروط، من وجهة نظره، ظهور إنتاج فلسفي عربي جديد، يطرح الدكتور تيزيني في «أفاق فلسفية عربية معاصرة» بالاشتراك مع الدكتور أبو يعرب المرزوقي تصوراته بخصوص احتمالات مثل هذا الإنتاج الفلسفي العربي.
أولا، من الضروري البعد عن اتجاهين فكريين كلاهما يلغي احتمال ظهور فكر فلسفي عربي جديد. الأول هو الاتجاه الكوسمولوجي الذي يلغي الخصوصية العربية، والثاني هو النزعة الذاتية التي تعزل الفكر العربي عن محيطه الإنساني. ويعبر عن ذلك كما يلي، إن ذلك يقود بدوره إلى كشف النقاب عن نزعتين لهما حضورهما في التفكير المنهجي الفلسفي، وينبغي الحذر منهما في سياق التفكير في إنتاج فلسفي عربي راهن. النزعة الأولى تتمثل في النظر إلى الفلسفة بمثابتها نشاطا نظريا ذا بعد كوسمولوجي (كوني) فحسب، في حين تقلص النزعة الثانية إلى حدودها الجغرافية القومية. وكما هو واضح – ضمنا على الأقل – فإن كلتا النزعتين قاصرة معرفيا حيال ضبط التجادل بين الخصوصية والعمومية في الحقل الفلسفي... من هنا نتبين إحدى وظائف الفلسفة، وهي أنها – في بنيتها واتجاهاتها – تدعو لوحدة البشرية في نطاق اختلافها، باعتبارات سوسيولوجية وثقافية وتاريخية. وعلى هذا الأساس، يمكن النظر إلى موضوعات الفلسفة ومهماتها على نحوين متقاطعين متعاضدين، واحد تاريخي (عمودي)، وآخر مجتمعي (أفقي).
وعلى هذا النحو، لم يعد في وسع الباحث أن يتجنب الحديث على ما أنتجه تاريخ الفلسفة من قضايا محورية كبرى، تبرز في مقدمتها قضايا الوجود (الأنطولوجيا)، والمعرفية، والقيمية. فهذه الفئات الثلاث ليس هنالك من القضايا والمشكلات الفلسفية المعاصرة ما يجبها، أو ما يجعلها زائفة غير ذات مدلولات فلسفية محورية... وفي الحديث عن تأسيس راهن لفلسفة عربية متقدمة، لن يكون بوسعنا أن نسوغ – بنحو أو آخر – أية عملية لإقصاء تلك القضايا المحورية. ولكن سيبقى هاما وحاسما أن نكتشف صيغا مناسبة دقيقة لتخصيصها وتوطينها عربيا. وهذا، بدوره، يقتضي القيام بمهماته في ضوء قراءة فلسفية تاريخية للتراث الفلسفي العربي، ولمن أنتجه من مفكرين وفلاسفة، تحدروا من مرجعيات إسلامية ومسيحية وغيرها من طرف، وللفكر الفلسفي العالمي المعاصر من طرف آخر. (آفاق فلسفية عربية معاصرة ص 193-196)
ولكي يتحقق النجاح في تحقيق شرطي الخصوصية والعمومية في نفس الوقت يجب العمل على تأسيس وتحقيق مجموعة من المفاهيم الأساسية يوجزها تيزيني كما يلي،
والآن، إذا حاولنا وضع اليد على ما هو أكثر خصوصية وأقل عمومية، على صعيد الموضوعات والمحاور والوظائف التي تناط أو ستناط بالإنتاج الفلسفي المعاصر المحتمل، فإنه لا سبيل إلى تجاوز ما اعتبرناه إطارا سوسيوحضاريا وثقافيا سياسيا راهنا لعملية الإنتاج المذكورة، وهو مشروع نهوض وتنوير عربي جديد. في سبيل إنجاز ذلك، ينبغي الإشارة إلى مجموعة من المصطلحات والمسائل والمفاهيم الفلسفية، التي فقدت أو هي في طور فقدانها مصداقيتها المعرفية والتاريخية بالنسبة إلى خصوصية الفكر العربي... يمكن الانطلاق، على هذا الصعيد من مجموعة من تلك القضايا والمسائل والمعضلات، التي لا سبيل إلى تحاشيها في سبيل التأسيس لفلسفة عربية معاصرة متقدمة، نظرا لكونها حاسمة في ضبط نشوء فكر فلسفي وتحفيزه، والإفصاح عن نفسه بانبساط وتميز واستمرارية ذات بعد تاريخي تراكمي. ولعلها تبرز مجسدة بهذه التالية منها:
1) مسألة الحرية: ونعني بها حرية الإنتاج الفلسفي المبدع، وكل إنتاج ثقافي وأدبي وفني وجمالي وغيره، بعيدا عن الإكراهات المتحدرة من الأطر السياسية والمجتمعية.
2) مسألة الذاتية: إن إقرارا بهذا المبدأ يتضمن احتراما مفتوحا وغير مشروط لمن ينتج الفلسفة، الفيلسوف، بحيث لا يغدوا واردا، بأي اعتبار، انتهاك حريته، التي تتماهى هنا بذاتيته.
3) مسألة الديمقراطية: هاهنا تبرز هذه الأخيرة بمثابتها مدخلا إلى الفلسفة وناتجا متجددا عنها، وداعيا لإعادة إنتاجها.
4) مسألة الحقيقة: مسوغ ذلك فيقوم على الاعتقاد بأن كل مجموعة سياسية أو رؤية فلسفية أو كل تيار فكري أو مذهب أيديولوجي، ناهيك عن أن كل تيار ديني يرى أن (الحقيقية) بحوزته.
5) مسألة الفلسفة والأيديولوجيا: تكونت حالة طريفة ومعقدة من النقد الإيديولوجي، تسعى إلى تهديم الإيديولوجيا حيث تعتبرها مسألة فكرية زائفة تحولت إلى (شرك) يحاصر المعرفة الفلسفية المؤسسة إبستيمولوجيا، وينتهك خصوصيتها النقية. ووصل الأمر لدي بعض الكتاب العرب إلى إدانة الفكر العربي. إن الفكر العربي المعاصر يجد نفسه مدعوا إلى ضبط العلاقة الناظمة بين الأيديولوجيا والفلسفة، وليس إلى التفريط بالأولى لصالح الثانية.
6) مسألة العلاقة بين الدين والفلسفة: أولا، نرى العلاقة بينهما قائمة على التمايز النسقي، بالاعتبار الإبيستيمولوجي. فعلى هذا الصعيد يتضح ببساطة أن الفلسفة هي فلسفة، وأن الدين هو دين. وجدير بالاهتمام والتبصر أن التمايز النسقي الإبيستيمولوجي بين الدين والفلسفة ليس من الضروري والقطعي أن يفضي إلى صراع بينهما، إذا ما احترم كل منهما الآخر وعرف حدوده. وثانيا، التمايز القائم بينهما، على صعيد المنهج. فهنا يظهر التمايز في منهج النظر إلى الوجود والمعرفة والقيم.
7) مسألة النهضة والتنوير العربي: وهي الحامل النظري والسوسيوسياسي للمشروع الفلسفي العربي المعاصر؛ في حين يجد مشروع النهضة والتنوير هذا في الأمة العربية حاملها الاجتماعي التاريخي. هاهنا تجدر الإشارة الضرورية إلى أن القوى الحية والفاعلة في هذه الأمة أو ما قد يتمثل فيما نطلق عليه (الكتلة النهضوية)، هي التي ينعقد عليها الرهان التاريخي؛ دون أن نعني بهذه (القوى الحية) صيغة مكررة من نخب سياسية ثقافية، أولا، ودون الوقوع، كذلك، في أوهام الشعبوية ثانيا. (آفاق فلسفية عربية معاصرة ص 197 -204)
ويتبلور موقف الدكتور تيزيني في مواجهة قضية النهضة العربية في كتيب بعنوان «بيان في النهضة والتنوير العربي». في هذا العمل يطرح ما يمكن أن نسميه بشروط النهضة العربية انطلاقا من تجربته الفكرية الذاتية. وهو يقسم هذه الشروط إلى عدة مستويات، أولا، الأسس الفكرية التي يجب أن يقام عليها فكر النهضة. ثانيا، العوائق المجتمعية والحضارية التي تحول دون تحققه. ثالثا، الأسس النظرية والمفاهيمية للنهضة. رابعا، الشروط المجتمعية اللازمة لتحقق النهضة.
يبدأ تيزيني طرح جماع تصوراته لشروط النهضة بطرح تقليدي هو التساؤل عما إذا كان سؤال النهضة العربية مشروعا أم لا. والهدف من ذلك، بطبيعة الحال، مواجهة الفكر الذي يعمل على إحباط فكرة النهضة، وفي نفس الوقت طرح الأسس العامة التي يقوم عليها مفهوم النهضة باعتبارها من مسوغات المشروع نفسه، وذلك كما يلي،
قد يبدو أنه من البلاهة الثقافية المعرفية والإيديولوجية...أن يطرح العرب في مرحلة تفككهم...مشروع نهوض وتنوير يجعلون هم منه مدخلا ومتنا إلى تحررهم مما هم فيه، ويضعهم أمام آفاق ومداخل تاريخية جديدة...بيد أن المفارقات من ذلك النمط غالبا ما تخفي وراءها وفي ثناياها أوضاعا واحتمالات قد تستبطن «مفاجآت»...هاهنا يطل برأسه نمط من «العقل» اللاهوتي والتاريخي المراوغ الماكر، على نحو ما جاء لاهوتيا بلسان القرآن، وعقليا جدليا بقلم هيجل، معلنا..أن التاريخ ماكر مراوغ في كيفية تجليه وأنه في هذا يبقى سياقا مفتوحا لا سبيل إلى أن يفضي إلى دائرة نهائية مغلقة، يجري الحديث عليها بما يصطلح عليه، الآن، تحت عنوان «ما بعد التاريخ»...وفي ضوء مقاربة نظرية معرفية يصح القول بأن الحدث الاجتماعي أكثر غنى وثراء من أي تنظير له...ومن ثم، ليس في الغالب إلا من قبيل إيديولوجيا تسويغية زائفة أن يقرر البعض أن الواقع العربي الراهن انتهى إلى التحول إلى دائرة أحكم إغلاقها بفعل التغيرات الهائلة...وفي كل الأحوال، سنتتبع ذلك في ضوء النظر إليه من موقع التساؤل عما إذا كان الأمر يحتمل، أو لا يزال يحتمل نشوء مشروع عربي جديد في النهضة والتنوير. (ص 9-11)
هنالك من المحاذير ما قد يجعل الحديث عن «المسوغات» لمشروع النهضة أمرا زائفا أو نافلا، مما يؤدي إلى إحباط العمل على المشروع إياه. منها ما يراه البعض من أن مثل هذا المشروع يقوم على شخصية «الإنسان العربي» التي تطرح في هذه الحال كبنية فريدة فذة لا تخضع للتاريخ بل تقف ببساطه فوقه. في هذه الحال نكون أمام نزوع إيديولوجي يقوم على النظر إلى الإنسان المذكور بمثابته تلك البنية المغلقة والقطعية، مما يضعنا أمام قصور منهجي معرفي يتمثل في تعميم مرحلة من مراحل التاريخ العربي تعميما فاحشا.
أما الوجه الآخر لهذه المحاذير فيقوم على النظر إلى «الإنسان العربي» على أنه «دون التاريخ» بالاعتبارات الفكرية والإبداعية والحضارية. وهذا الوجه يفضي إلى أن العرب بما فيه عقلهم «العقل العربي» هم دون مفهوم التقدم التاريخي وآلياته واستحقاقاته، وكلا الوجهين يخرج العرب من التاريخ.
إن الإجابة الأولية على سؤال مسوغات البحث في مشروع عربي للنهوض والتنوير يجب أن تنطلق من مقولتي التاريخ والتأريخ. عبر الأولى نضع يدنا على «تاريخية» ما نصطلح عليه بـ«الحطام العربي المفتوح»، أي على أن هذا الأخير ليس حالة مطلقة قاطعة، وإنما هو حالة تاريخية، ينبغي التشديد على أن تجاوزها أمر محتمل، وليس أمرا يجد مرجعيته خارج السياق التاريخي. أما عبر المقولة الثانية، فيمكن الوصول إلى أن الوعي الذي يمكنه أن يحيط بذلك «الحطام» ويجعل منه موضوعا للمعرفة ومسألة معرفية هو «الوعي التاريخي النقدي». (ص 13-16)
هكذا وعلى نحو ما قدمنا، يتضح أن قضية «مشروع» جديد في النهضة والتنوير العربي ناهيك عن أنها تعيش حالة من الارتباك والنكوص منذ ظهورها في أواخر القرن الثامن عشر حتى مرحلة تفكك الاتحاد السوفيتي فإنها مع اتضاح الوليد العولمي الجديد – في بداية العقد الأخير من القرن العشرين – دخلت مرحلة عظمى من القلق والنوسان ومحاولات التغييب والتهميش والتشكيك الجذري، ومعها محاولات إخراج العرب من تاريخهم الخاص وإدخالهم في التاريخ العمومي كلقطاء. إن من شأن ذلك وغيره أن يحفز على التفكير بـ«مشروع» جديد للنهوض والتنوير في الواقع العربي.
في ضوء ذلك وبالتساوق معه منهجيا ومعرفيا وإيديولوجيا سياسيا يغدو القول أو على الأقل الافتراض بأن البحث في ذلك المشروع قد يعني بحثا في مرحلة جديدة يمكن أن ندرجها في إطار «حركة النهضة الوطنية والقومية في العالم الثالث» قياسا على ما ظهر في عقود منصرمة تحت إطار «حركة التحرر الوطني والقومي في العالم الثالث»، مع الاحتفاظ بشخصية وخصوصية كل من الحركتين.
بيد أن ذلك يتضمن إقرارا بأولوية الانطلاق من شرطين اثنين ينتميان إلى مرجعية محدده هي نظرية المعرفة، هما منهجا مفتوحا وطرائق منهجية مفتوحة، وحوارا نقديا عقلانيا معمقا لا يستثني أحدا ممن يشتغلون على هذا المشروع، بل ممن يحملون في العالم العربي اهتماما وهما يندرجان تحت هذا الحقل، وإن بصيغة وعي شعبي عملي.(بيان في النهضة والتنوير العربي ص 9-48)
في الفصل الثاني يطرح تيزيني أهم العوائق الفكرية لمشروع النهضة، والهدف من ذلك هو العمل على تجنب هذه العوائق والاستفادة من الماضي،
1. الأصولية والإسلام السياسي. (احتكار الحقيقة – الدولة الدينية – الوجه الآخر للإمبريالية).
2. التطورية الإلحاقية (التخلي عن المشروع النهضوي ومحاولة اللحاق بالعولمة، نهاية التاريخ).
3. البنيوية الوظيفية، (التوفيقية، أي المزاوجة بين تصور معين «أيديولوجيا» عن الذات وبين ما يتصور على أنه فكرا غربيا يونانيا ذا نسيج فلسفي معرفي).
4. البنيوية التفكيكية وما بعد الحداثة، (مفهوم القطيعة الإبيستيمولوجية الذي يحصد ثمار إقصاء مفهوم الاتصال التاريخي).
5. نهاية التاريخ وأفول الأيديولوجيا، (تسويغ لنظرية الانهيار للنموذج الاشتراكي).

العولمة وما بعد الصهيونية، (تفكيك وإنهاء الهويات الوطنية). (بيان في النهضة والتنوير العربي ص 53- 84)
بعد هذا التمهيد الضروري الذي يستبعد كل التصورات التي تعيق النهضة يشرع تيزيني في وضع التصورات الأساسية التي يجب أن يقوم عليها فكر النهضة. ويطرح ذلك في ثلاثة محاور، المنظومة المفاهيمية، الأطروحة المركزية والإشكالية، ثم بنية المشروع، أو هيكيليته.
وتتكون المنظومة المفاهيمية من العناصر التالية، مشروع النهضة ومشاريع أخرى: ثمة ملاحظة تتعلق بإمكانية التداخل بين أربعة مفاهيم ذات حضور فيه هي: الثورة، والنهضة، وحركة التحرر الوطني، والإصلاح... وإذا كان الحديث عن الحامل الاجتماعي للثورة ولحركة التحرر الوطني والقومي يتصل بطبقات وبفئات وبشعب، فإن الحديث عن حامل النهضة الاجتماعي يتجسد في الأمة كلها؛ مما يقتضي التنويه بأن مدخل المشروع النهضوي يتضمن خصوصية قومية عامة.
البنية الداخلية: إذا حاولنا رصد مكونات المشروع البنيوية فتكون في مقدمتها: الهوية الذاتية، العمق التاريخي، الذاكرة التاريخية، والوعي التاريخي بأسباب الانحطاط وآلياته، إضافة إلى الوعي بضرورة النهضة وشروط تحققها.
المشروع وقضية النهضة والتنوير: هناك ارتباط بين النهضة والتنوير بحيث لا يصح القول بمشروع نهضة بعيدا عن مسألة التنوير. أما لماذا ذلك، فلأن النهضة فعل تاريخي ينجزه حامل اجتماعي مؤلف من رجال ونساء يدركون بوعيهم التاريخي، أن الخروج من واقع انحطاطه يقتضي امتلاك آلية هذا الفعل وقانونياته وإدراك حدودها. فالنهضة بدون تنوير ستكون فعلا يفتقد القدرة على مواجهة التحديات؛ كما سيقف عاجزا أمام عملية النقد الذاتي. وهو أمر يتطلب الإقرار بالتعددية في المنابر الثقافية والإعلامية والتأكيد على مبدأ التداول السلمي للسلطة، والاعتماد على «العقلانية» بإلزاماتها المعرفية والأخلاقية.
المشروع وإشكالية المثقفين: يرتبط تحقق المشروع بقيام المثقفين بدورهم المجتمعي المنوط بهم باعتبارهم العنصر الجوهري في الحامل المجتمعي للمشروع. فهناك مجموعة من المثقفين تبث آراءهم في الدفاع عن قضايا وطنية واجتماعية وبيئية وثقافية وسياسية تتعلق بالحرية والديمقراطية، كما يتصدى بعضهم لتأسيس مشاريع نهضوية وقومية وتنويرية وإصلاحية. ولكن هناك أنماط مختلفة للمثقفين تتعارض مع تحقق المشروع، فهناك مثقفي أجهزة الأمن والمخابرات، وتلك التي تفتقد الشفافية والأخلاقية تتغير ولاءاتها بتغير الظروف، وهناك مجموعة صامتة في الحياة الثقافية لضعف وعيهم السياسي والثقافي.
مشروع النهضة وقضاياه المنهجية: المشكلة الأساسية في الجانب المنهجي هي ضعف وتيرة الإنتاج النظري المعرفي في الفكر العربي وهيمنة الإنتاج الأيديولوجي الزائف. هنا يصح الإشارة إلى مفاتيح لها من الأهمية ما يجعلها مرجعية منهجية لهذا المشروع؛ منها قضية توطين المنهج عربيا، ومنها العقلانية (الترشيد العقلي)، والتاريخية (النظر إلى الحدث في سياقاته التاريخية)، ومنها الانفتاح النقدي الديمقراطي، ومنها جدلية الواقع والممكنات، وجدلية الداخل العربي والخارج الدولي، وجدلية الثابت والمتغير، وجدلية البنية والوظيفة أو القراءة. كما تفترض المنهجية التمييز بين ثلاثة أنماط من الخطابات: هي الخطاب المعرفي، ولخطاب الرغبوي، والخطاب السياسي. (بيان في النهضة والتنوير العربي ص 85- 129)
وتتمثل الأطروحة المركزية للمشروع العربي في إمكانية تحقيق ما هو بمثابة العمل الإعجازي تاريخيا، لسنا هنا بمعرض الحديث عن عمل إعجازي خارج التاريخ. ولكننا في الوقت ذاته متاخمون لعمل تاريخي استثنائي من شأنه السماح باللعب على التاريخ عبر الدخول فيه بصيغة تقترب من الملحمة الأسطورية، وحيث يكون الأمر كذلك، نكون أمام حالة من الإعجاز، لكن الإعجاز التاريخي، الذي يتجاوز النظر إلى هذا الإعجاز بمثابة فعل يجد مرجعيته خارج التاريخ، إنه فعل تاريخي يراهن على إمكانية اللعب على مراوغة التاريخ واختراقه واكتشاف ما قد يمثل نقط ضعف أو تمزق فيه.
في هذا الإطار، يحسن بنا أن نستدعي حالتين من التاريخ العربي الوسيط والحديث بمثابتهما مثالين على ذلك الإعجاز التاريخي، الأولى تظهر في الرسالة التي بعث بها هولاكو إلى سلطان مصر والشام، المظفر قطز، الذي تمكن من هزيمة هولاكو. والثانية، في الزمن السوري القريب، ويتجسد في شخص يوسف العظمة وزير الدفاع السوري عام 1920 حين دافع عن دمشق حتى الموت. (بيان في النهضة والتنوير العربي ص 130 – 139)
وتتمثل الهيكلية الإجرائية للمشروع العربي فيما يلي،
أولا، المشروع العربي وأسئلة الفعل النهضوي
إنه جدلية التحرير والتغيير، مشروع النضال في سبيل إنتاج إجماع في وسط الشعوب العربية والأمة العربية على التحدي والمواجهة والنهوض عبر آليات سياسية وثقافية واقتصادية وتكنولوجية وعلمية وفي حالات معينة عسكرية.
حامل المشروع هو الأمة من أقصى يمينها الوطني والقومي الديمقراطي إلى أقصى يسارها الوطني والقومي والديمقراطي، ليس هناك من هو متميز عن الآخر إلا بقدر ما يسهم في التأسيس للمشروع العربي.
ثانيا، المشروع العربي في المداخل المنطلقة منه والمفضية إليه
تتمثل مداخل هذا المشروع التطبيقية، إذا اتبعنا منظومة منهجية عامة، في تناول المداخل المعنية على النحو التالي: الملف السياسي، والملف العسكري، والملف الاقتصادي، والملف العلمي والتكنولوجي، والملف الإعلامي، والملف الثقافي، والملف المعرفي الإبيستيمولوجي.
وفي هذا التنسيق للملفات المذكورة نتبين قصدا رئيسا يبرز بمثابة الناظم الذي ينتظمها ويمنحها – مجتمعة – دلالة على الإجابة عن السؤال التالي: لماذا هذا الترتيب، الذي وضعناه لها؟ ولعلنا نلاحظ أن ذلك يمس فكرة الأولوية، التي تحدد من أين البدء فيها. بيد أن فكرة الأولوية هذه تكتسب، هنا طابعا جدليا يجعل منها حالة نسبية، أولا، ومتحركة ثانيا، وفق السياقات والأحوال والتحولات التي تطرأ على الواقع العربي المعني. فهي نسبية ومتحركة مفتوحة يصوب بعضها بعضا في إطار من الحراك السياسي والثقافي والاجتماعي الديمقراطي العقلاني. وفي هذا وذاك، تكون الزوايا «المنسية» في حياة المجتمع العربي قد انتزعت من «إصماتها» لتمنح إجابات تصب في مجرى التيار النهضوي التنويري العرب، ومنها – على سبيل المثال – زوايا الأقليات الإثنية، والمرأة، والطفل، والبيئة، والثقافية الريفية، والعلم. (بيان في النهضة والتنوير العربي ص 146- 147)

## مؤلفاته ونشاطاته
- مشروع رؤية جديدة للفكر العربي في العصر الوسيط ، دار دمشق - دمشق 1971، خمس طبعات.
- حول مشكلات الثورة والثقافة في العالم الثالث، الوطن العربي نموذجاً، دار دمشق، دمشق 1971، ثلاث طبعات.
- من التراث إلى الثورة - حول نظرية مقترحة في التراث العربي، دار ابن خلدون، بيروت، 1976، ثلاث طبعات.
- روجيه غارودي بعد الصمت، دار ابن خلدون، بيروت، 1973.
- فيما بين الفلسفة والتراث، المؤلف نفسه، 1980.
- تاريخ الفلسفة القديمة والوسيطة، بالاشتراك مع غسان فينانس، جامعة دمشق، 1981.
- التفكير الاجتماعي والسياسي : أبحاث في الفكر العربي الحديث والمعاصر، جامعة دمشق، 1981.
- مشروع رؤية جديدة للفكر العربي منذ بداياته حتى المرحلة المعاصرة من 12 جزءا، دار دمشق، 1982.
- الفكر العربي في بواكيره وآفاقه الأولى، مشروع رؤية جديدة للفكر ، الجزء الثاني – دار دمشق، دمشق 1982.
- من يهوه إلى الله (في مجلدين)، مشروع رؤية جديدة للفكر العربي، الجزء الثالث، دار دمشق، دمشق 1985.
- دراسات في الفكر الفلسفي في الشرق القديم، جامعة دمشق، 1988.
- ابن رشد وفلسفته مع نصوص المناظرة بين محمد عبده وفرح انطون / تأليف فرح أنطون ؛ تقديم طيب تيزيني، دار الفارابي، بيروت، 1988.
- في السجال الفكري الراهن : حول بعض قضايا التراث العربي، منهجا وتطبيق ، دار الفكر الجديد، بيروت، 1989.
- على طريق الوضوح المنهجي – كتابات في الفلسفة والفكر العربي، دار الفارابي، بيروت، 1989.
- فصول في الفكر السياسي العربي ، دار الفارابي، بيروت، 1989، طبعتين.
- مقدمات أولية في الإسلام المحمدي الباكر نشأةً وتأسيساً، مشروع رؤية جديدة للفكر العربي، الجزء الرابع، دار دمشق، دمشق 1994.
- من الاستشراق الغربي إلى الاستغراب المغربي – بحث في القراءة الجابرية للفكر العربي وفي آفاقها التاريخية، دار الذاكرة، حمص 1996.
- النص القرآني أمام إشكالية البنية والقراءة، مشروع رؤية جديدة للفكر العربي، الجزء الخامس – دار الينابيع، دمشق 1997.
- من ثلاثية الفساد إلى قضايا المجتمع المدني، دار جفرا، دمشق، 2001.
- من اللاهوت إلى الفلسـفة العربية الوسيطة، منشورات وزارة الثقافة، سوريا، 2005.
- من ثلاثية الفساد إلى قضايا المجتمع المدني، دار جفرا، 2002.
- بيان في النهضة والتنوير العربي، دار الفارابي، 2005.
- Die Matemie auffassung in der islamischen Philosophie des Mittelalters , 1972 Berlin. بالألمانية

وكتب بالاشتراك مع آخرين:
- الإسلام ومشكلات العصر الكبرى، مع بحث لباحث آخر، دمشق، 1998.
- الإسلام والعصر: تحديات وآفاق، بالاشتراك مع محمد سعيد رمضان البوطي، سلسلة حوارات لقرن جديد، إعداد وتحرير عبد الواحد علواني، دار الفكر، دمشق 1998.
- الواقع العربي وتحديات الألفية الثالثة، مع آخرون، مراجعة وتقديم ناصيف نصار، المؤسسة العربية للدراسات والنشر، بيروت، 2001.
- آفاق فلسفة عربية معاصرة، بالاشتراك مع د. أبو يعرب المرزوقي، دار الفكر، بيروت، 2001.

### كُتب عنه
- الماركسية والتراث العربي الإسلامي: مناقشة لأعمال حسين مروه والطيب تيزيني، توفيق سلوم، دار الحداثة، 1982.
- ظاهرة النص القرآني تاريخ ومعاصرة: رد على كتاب النص القرآني أمام إشكالية البنية والقراءة للدكتور طيب تيزيني، سامر اسلامبولي، دار الأوائل، دمشق، 2002.
- «طيب تيزيني – من التراث إلى النهضة»، نبيل صالح، مركز الحضارة لتنمية الفكر الإسلامي، أغسطس 2008.

### مشاركات في المحافل العلمية
- نشر مئات البحوث والدراسات حول قضايا الفكر العربي والعالمي.
- شارك في عشرات من المؤتمرات العربية والإقليمية والدولية والعالمية.
- أشرف على عشرات من طلاب الدراسات العليا السوريين والعرب والأجانب.
- جرى انتخابه عام 2001 عضواً في لجنة الدفاع عن الحريات في الوطن العربي – القاهرة.
- ساهم في نهاية عام 2004 بتأسيس المنظمة السورية لحقوق الإنسان (سواسية) وانتخب عضو مجلس إدارة فيها .
- نظمت الجمعية الفلسفية المصرية ووالمعهد السويدي بالإسكندرية يومي 19 – 20 ديسمبر 2006 في الإسكندرية بجمهورية مصر العربية لقاء لمناقشة أعمال الدكتور تيزيني من قبل مجموعة من الفلاسفة والمفكرين والباحثين العرب والأجانب في إطار المشاركة في حوار الأجيال.

### مقالات
- الفلسفة العربية الإسلامية – إشكالية ونقد، مجلة التراث العربي.
- هل يمكن التأسيس لمشروع نهضوي عربي جديد؟، العلم والدين في الإسلام.
- تحديات الثقافة العربية «من داخلها»، جريدة الاتحاد
- استعادة الوعي العربي، جريدة الاتحاد
- «الدولة» في المشروع العربي، جريدة الاتحاد
- الديمقراطية..الضمان الأكيد، جريدة الاتحاد
- «الدين الساكن» و«الدين المتحرك»، جريدة الاتحاد
- العرب بين الحداثة وما بعدها، جريدة الاتحاد
- العقلانية والتنوير في الفكر العربي المعاصر، جريدة الاتحاد
- الفلسفة والمشروع العربي، جريدة الاتحاد
- المشروع السياسي العربي، وبناء الدولة، جريدة الاتحاد
- المنهجية في حوار الديمقراطية والشريعة، جريدة الاتحاد
- المواطنة في مجتمع متعدد الثقافات، جريدة الاتحاد
- الفلسفة..ومحل العرب من «الإعراب»؟، العرب اليوم
- بين الحاكم الجائر والفوضى، جريدة الاتحاد
- النهضة العربية مشروطة بقراءة علمية متفتحة للإسلام دون إهمال القومية، الراية
- تردد بين الهوية والكونية، جريدة الاتحاد
- توطين الفكر الليبرالي عربيا..سوريا نموذجا، جريدة الاتحاد
- حوار حول النهضة، جريدة الاتحاد
- مفهومان للإصلاح العربي، جريدة الاتحاد
- مكانة الحضارة الغربية، جريدة الاتحاد
- نقد (العقل) العربي يبدأ بإقصائه من الفكر العربي، جريدة الاتحاد
- هل ثقافتنا راكدة؟، جريدة الاتحاد
- بين الظلامية والفلسفة، جريدة الاتحاد
- محمد عبده بين الإخفاق السياسي والإصلاح الديني، جريدة الاتحاد[8]

### حوارات
·  في حوار مع الدكتور طيب تيزيني: نسعى لتأسيس مشروع نهضوي تنويري جديد – أحمد يساوي، الفرات
·    الثقافة العربية راكدة – حوار لموقع قنطرة (بالإنجليزية)
·    طيب تيزيني: الاستبداد الرباعي يحاصر العرب – وحيد تاجا، إسلام أونلاين
·  المفكر السوري د. طيب تيزيني: لستُ نادماً علي نشاطي السياسي لكني أعمل علي قراءة التجربة وتعميقها - خالد الأحمد، الراية الأسبوعية
نصوص مختارة من أعماله
·  «الجذور التاريخية والمعرفية للفكر الفلسفي المادي والمثالي» – القسم الأول من «رؤية جديدة للفكر العربي في العصر الوسيط».
·  «مدخل إلى معضلة محاصرة ومفتوحة» – الفصل الأول من مقدمات أولية في الإسلام المحمدي الباكر.
·  «الصراع على» التراث«في الفكر العربي المعاصر» – الفصل السابع من «من الاستشراق الغربي إلى الاستغراب المغربي».
·  تعليق على بحث الدكتور البوطي «الإسلام والتحديات المعاصرة» – في «الإسلام والعصر تحديات وآفاق».
مصادر
o    اتحاد الكتاب السوريين والعرب

## أهم أعماله
- صدر أول كتاب له باللغة الألمانية عام 1972 بعنوان” تمهيد في الفلسفة العربية الوسيطة” وقد جرى اختياره واحداً من مئة فيلسوف في العالم للقرن العشرين عام 1998، من قبل مؤسسة Concordia الفلسفية الألمانية الفرنسية.
- مشروع رؤية جديدة للفكر العربي في العصر الوسيط - دمشق 1971
- حول مشكلات الثورة والثقافة في العالم الثالث، الوطن العربي نموذجاً - دمشق 1971
- روجيه غارودي بعد الصمت - بيروت 1975
- من التراث إلى الثورة - حول نظرية مقترحة في قضية التراث العربي- بيروت ودمشق 1976
- الفكر العربي في بواكيره وآفاقه الأولى - دمشق 1982
- من يهوه إلى الله (في مجلدين)- دمشق 1986
- في السجال الفكري الراهن- بيروت، 1989
- فصول من الفكر السياسي العربي المعاصر- بيروت، 1989
- على طريق الوضوح المنهجي- بيروت، 1989
- مقدمات أولية في الإسلام المحمدي الباكر نشأةً وتأسيساً- دمشق 1996.
- النص القرآني أمام إشكالية البنية والقراءة - دمشق 1997.
- من الاستشراق الغربي إلى الاستغراب المغربي- دمشق 1997.
- الإسلام ومشكلات العصر الكبرى (مع بحث لباحث آخر)- دمشق 1998.
- آفاق فلسفة عربية معاصرة (مع أبو يعرب المرزوقي) _ 2001
- من اللاهوت إلى الفلسفة العربية الوسيطة_ 2002
- بيان في النهضة والتنوير العربي _ لبنان، 2005 [9]
- حول نظرية مقترحة في قضية التراث العربي
- مقدمات أولية في الإسلام المحمدي الباكر
- من اللاهوت إلى الفلسفة العربية الوسيطة (جزأين)
- فصول في الفكر السياسي العربي
- من الاستشراق الغربي إلى الاستغراب المغربي
- بحث في القراءة الجابرية للفكر العربي
- الإسلام والعصر (مشترك)
- نحو فلسفة عربية معاصرة
- من ثلاثية الفساد إلى قضايا المجتمع المدني
- بيان في النهضة والتنوير العربي
- حول مشكلات الثورة والثقافة في العالم الثالث.

## الدكتور الطيب تيزيني ومجلة صروح السورية
عندما نتحدث عن محاولة تجسيد النظرة الكلية للإنسان والمجتمع والكون ومنظومة ثقافة الرابوع البشري الشامل للروح والنفس والجسد ومن ثم العقل الناظم لهم جميعا يتبادر إلى الذهن (أوراق في التنوير)وهو اسم الباب الذي يكتبه البرفسور الطيب تيزيني في مجلة صروح السورية، حيث يعتبر الدكتور تيزيني صرح من الهيئة الاستشارية التابعة لهذه المجلة.

## أعمال أخرى
1_نشر مئات البحوث والدراسات حول قضايا الفكر العربي والعالمي.
2_شارك في العديد من المؤتمرات العربية والإقليمية والدولية والعالمية.
3_أشرف على الكثير من طلاب الدراسات العليا السوريين والعرب والأجانب.
4_ناشط في مجال حقوق الإنسان وساهم منذ عام 2004 بتأسيس المنظمة السورية لحقوق الإنسان “سواسية” وشغل منصب عضو مجلس إدارتها.
وله مؤلفات أخرى عديدة..